# Гідрографія Африки
Гідрографія Африки описує всю сукупність внутрішніх вод континенту в рідкому, водотоків (річок, струмків, каналів) і водойм (озер, водосховищ, ставів, боліт і прибережних маршів), та твердому стані (льодовики і вічні сніги), як на земній поверхні, так і під нею (підземні води), також прилеглих вод Світового океану (моря, затоки, бухти тощо), що омивають її територію.

## Водний баланс

Карта розподілу атмосферних опадів в Африці

Загальний об'єм річкового стоку дорівнює 4225 км³/рік. Серед усіх материків Африка найменше (після Антарктиди і Австралії) забезпечена ресурсами річкових вод на одиницю площі. Шар поверхневого стоку на континенті — 139 мм, це менше за загальносвітовий рівень (294 мм), та у п'ять разів менше південноамериканського (900 мм).
| Елементи                 | мм/рік | км³/рік | % від всього суходолу |
| ------------------------ | ------ | ------- | --------------------- |
| Атмосферні опади         | 686    | 20780   | 19                    |
| Річковий стік            | 139    | 4225    | 11                    |
| * підземний              | 48     | 1465    | 12                    |
| * поверхневий            | 91     | 2760    | 11                    |
| Випаровування            | 547    | 16555   | 23                    |
| Коефіцієнт повного стоку | 0,2    | 0,36    | —                     |

## Прибережні води
Континент омивається водами Атлантичного (на півночі й заході) та Індійського океанів (на сході й півдні).
Береги Африки слабо розчленовані, переважно високі, важкодоступні, довжина берегової лінії дорівнює 26 тис. км. Затоки мало врізані і широко відкриті до океану, зручних бухт мало. На заході лише одна величезна Гвінейська затока, що глибоко врізається в суходіл. У її складі дві менші затоки — Бенін (на заході) і Біафра (на сході). На півночі Африка омивається Середземним морем, окремі його частини називают морем Альборан, Тірренським, Лівійським, Критським, Левантійським, затокою Сідра. На сході континент омивають води Червоного моря і Аденської затоки.

## Річки
| Назва    | Довжина (км) | Площа басейну (км²) | Витрати води (км³/рік) |
| -------- | ------------ | ------------------- | ---------------------- |
| Ніл      | 6671         | 2870                | 73,1                   |
| Конго    | 4320         | 3691                | 1414                   |
| Нігер    | 4160         | 2092                | 268                    |
| Замбезі  | 2660         | 1330                | 106                    |
| Оранжева | 1860         | 1020                | 25                     |
| Вольта   | 1600         | 394                 | 40,6                   |
| Джубба   | 1600         | 750                 | 17,2                   |
| Лімпопо  | 1750         | 440                 | 26,0                   |
| Сенегал  | 1430         | 441                 | 23,2                   |
| Руфіджі  | 1400         | 178                 | 35,2                   |

Гідрографічна мережа континенту поділяється між басейнами Атлантичного (ріки Ніл, Сенегал, Вольта, Нігер, Конго, Оранжева) та Індійського океанів (ріки Вебі-Шебелле, Руфіджі, Замбезі, Лімпопо). Головний вододіл проходить ближче до узбережжя Індійського океану, так як Висока Африка має більш пологий схил на захід. На басейн Атлантичного океану припадає близько 14,9 млн км² (51 %) (з яких на басейн Середземного моря — 4,35 млн км²), Індійського — 5,4 млн км² (18,5 %), області внутрішнього стоку — 9 млн км (30,5 % площі материка). Численні сухі долини тимчасових водотоків (ваді) свідчать про гумідні кліматичні умови в недавньому геологічному минулому.
Загальний обсяг річкового стоку континенту дорівнює 5390 км³ на рік. Річкова мережа континенту вкрай нерівномірна. На басейни найбільших річок Африки (Ніл, Конго, Нігер, Замбезі й Оранжева) припадає близько 40 % стоку всього материка. Живлення річок переважно дощове, отже їхній режим сильно залежить від клімату. Річки Африки протікають через різні кліматичні області і характеризуються складним режимом. Найбільш густа вона в районах надмірного зволоження екваторіальної частини Центральної та Західної Африки. Тут лежит друга за потужністю після Амазонки (що впадає з іншого боку Атлантики) у світі річкова мережа — Конго (Заїр). На південь і північ від екватору, разом зі збільшенням тривалості сухого періоду, річкова мережа втрачає свою потужність, її густота зменшується. Тут витрати води сильно варіюють в залежності від сезону. Під час зимової посухи вони значно зменшуються, річки міліють, розпадаються на окремі водойми і навіть пересихають, переходять у підземний режим водотоку. Для напівпустельних субекваторіальних і тропічних регіонів характерні періодичні ріки. У дощовий період річки розливаються, виходять з берегів, повінь перетворюється на стихійне лихо для рівнинних ділянок. У пустельних регіонах постійні водотоки відсутні, окрім транзитних ділянок річок (Ніл, Нігер). Річковий стік епізодичний, переважно під час злив. Річища таких пустельних водотоків звуться ваді. На підвітряних схилах крайових гірських масивів густота річкової мережі збільшується за рахунок перехвату атмосферної вологи, що надходить з прилеглих просторів океанів і морів. У таких районах річкова мережа має характерний малюнок коротких бурхливих потоків із крутим похилом, що глибоко врізаються в ущелини гір і несуть свою воду до океану, і довгих річок з більш звивистим і спокійним характером течії, що збігають зі схилів гір вглиб материка. Режим річок північної і південної окраїн відносять до середземноморського типу із зимовою повінню. Річки Атлаських гір частково живляться від танення сезонних снігів на схилах найбільших вершин. Величезні простори тропічних районів зовсім позбавлені постійних водотоків, понад 30 % території континенту займають області внутрішнього стоку. Тут водотоки пересихають від великого випаровування води і просотування в осадові породи.
Африканські річки мають багато порогів і водоспадів, які заважають навігації. Запаси водної енергії дуже великі. Середні течії великих річок переважно рівнинні, течуть широкими алювіальними рівнинами, під час повеней розливаються величезними заболоченими територіями, седдами — болото Судд в середній течії Нілу, внутрішня дельта Нігеру, та інші.

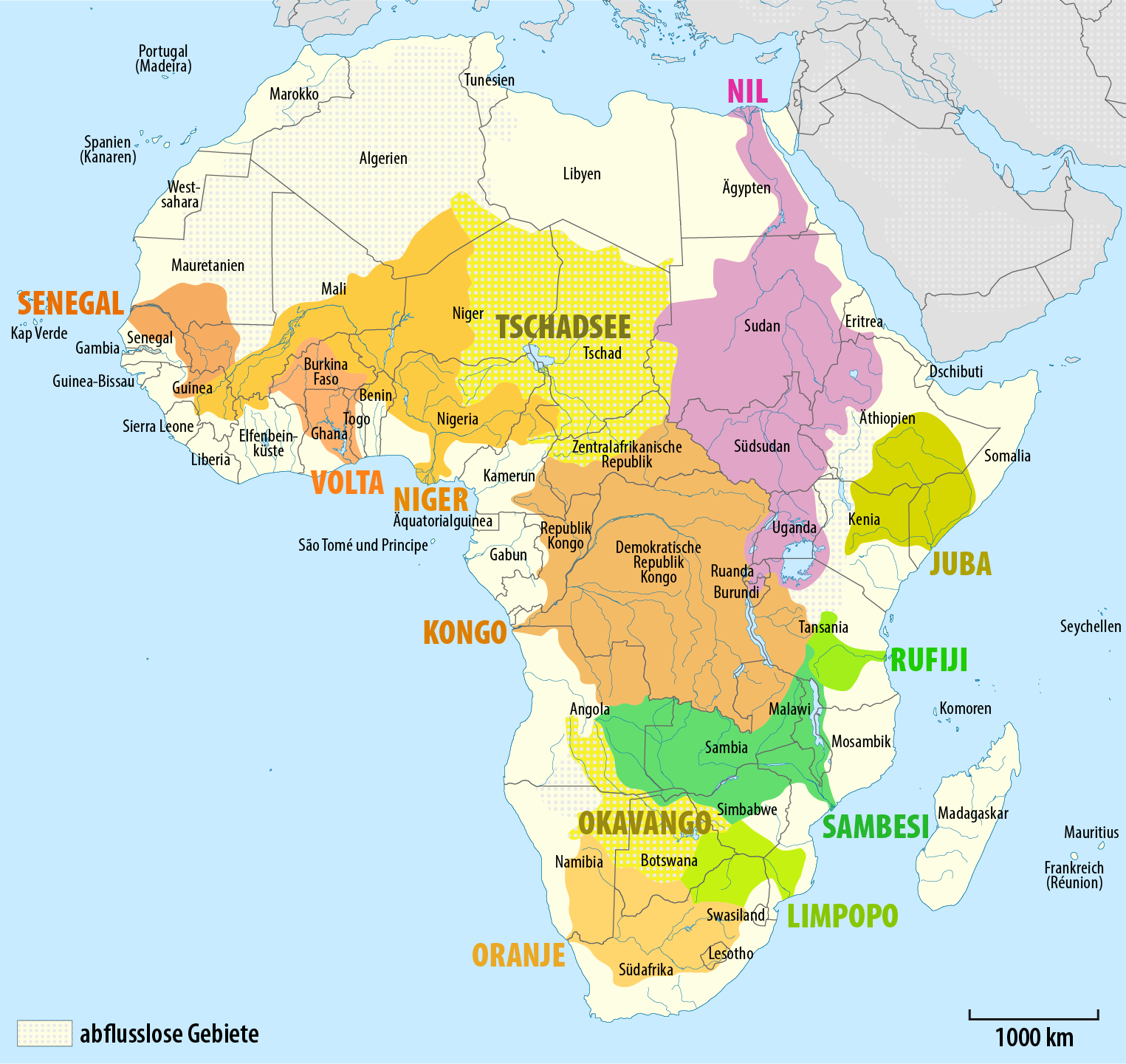
Карта річкових басейнів континенту (нім.)
Басейн Замбезі
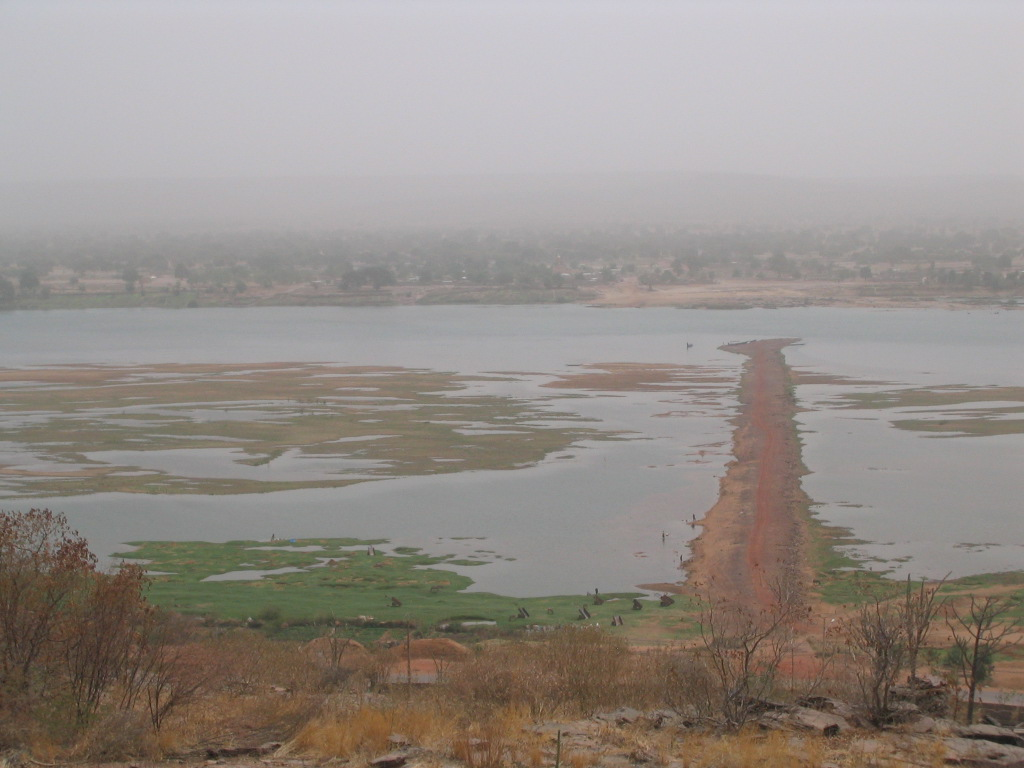
Нігер у середній течії
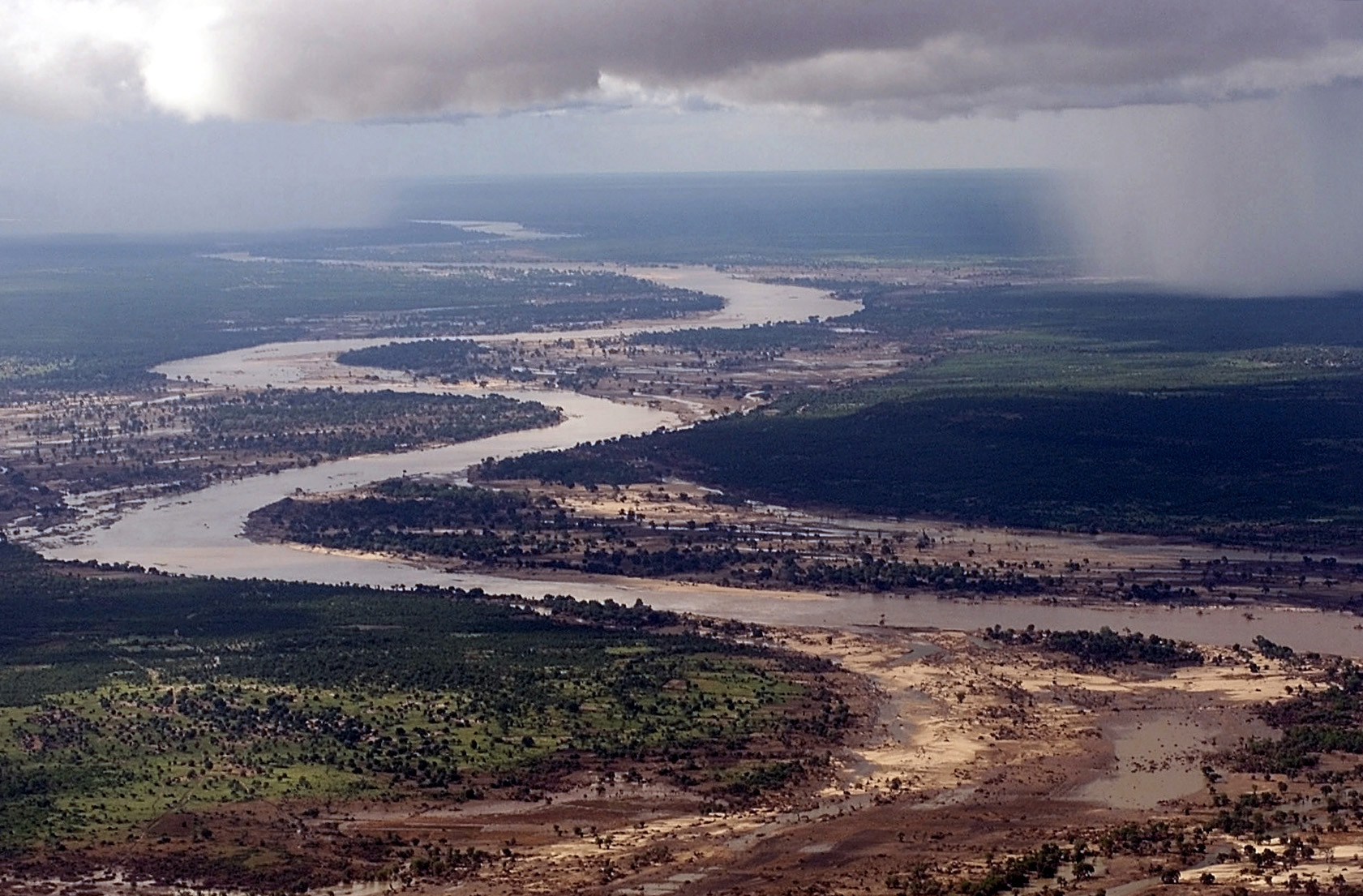
Лімпопо

### Басейн Нілу
Найдовша річка континенту — Ніл (6671 км разом з притокою Кагерою), тече в меридіональному напрямку з півдня на північ. Ніл бере початок на Східноафриканському нагір'ї як річка Кагера, яка впадає до найбільшого озера континенту (Вікторія) із заходу. Площа річкового басейну 2870 тис. км². Середні витрати води біля Асуана 2600 м³/с, річний стік 95 км³, коефіцієнт стоку 4 %, модуль стоку 1 л/с.
З озера Вікторія витікає річка під назвою Вікторія-Ніл (Ківіра), яка спочатку впадає в озеро Кйога, а далі до озера Альберт. Річище тут порожисте, з водоспадами Ріпон (4м) і Оуен, нижче озера Кйога водоспад Мерчисон (до 40 м). 1862 року витоки Нілу з озера Вікторія знайшли британські мандрівники Джон Геннінг Спік і Джеймс Огастас Грант. З озера Альберт витікає річка Альберт-Піл, яка від місця впадання до неї правої притоки Асви має назву Бахр-ель-Джебель («річка гір»). Витоки Білого Нілу з озера Альберт віднайшов того ж року інший британський мандрівник Семюел Вайт Бекер. Здолавши плоскогір'я,, на рівнинах Східного Судану Бахр-ель-Джебель має спокійну течію й утворює найбільшу (60 тис. км²) заболочену область, зарослу папірусом і очеретом — Судд. Після злиття Бахр-ель-Джебелю і його правої притоки Бахр-ель-Газалю річка має назву Бахр-ель-Аб'яд (Білий Ніл). Ніл у середній течії дістає приблизно однакову кількість води із Східноафриканського плоскогір'я і Ефіопського нагір'я, звідки стікають Собат, Бахр-ель-Азрак (Голубий Ніл) і Атбара. Після того, як Білий Ніл зливається з найбільшою притокою — Голубим Нілом поблизу Хартума, і приймає останню притоку Атбару, він протягом 1,5 тис. км тече родючою долиною серед пустельних ландшафтів без жодної притоки.

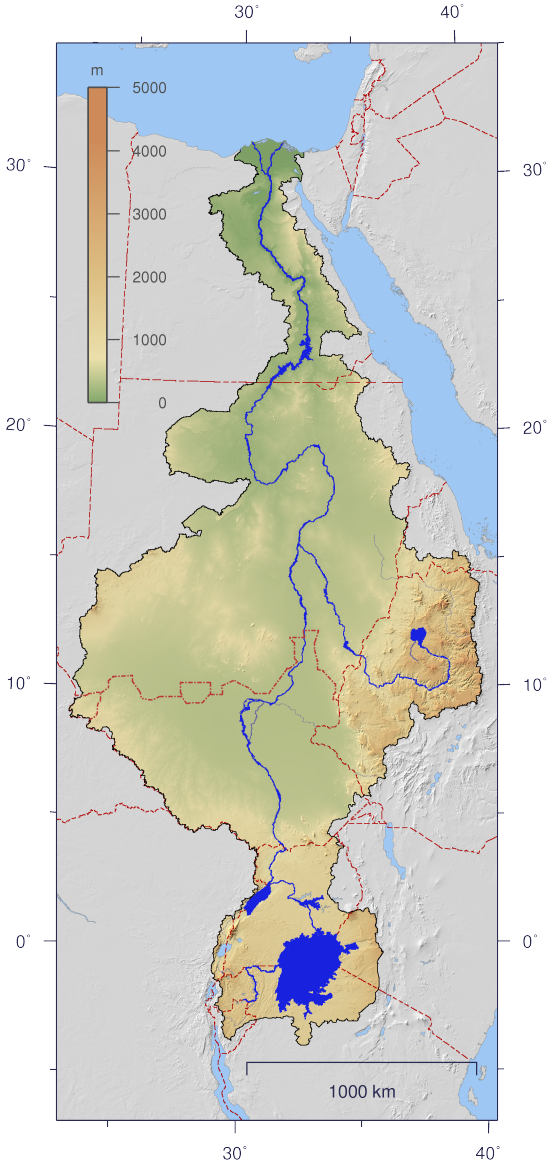
Басейн Нілу
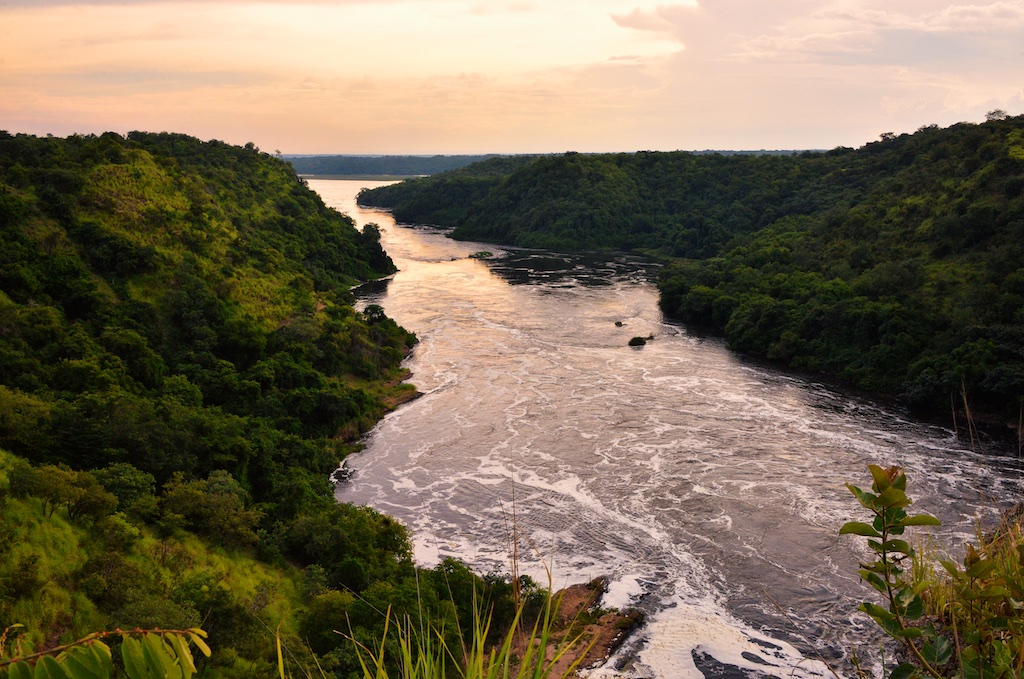
Верхня течія Нілу (Ніл-Вікторія)
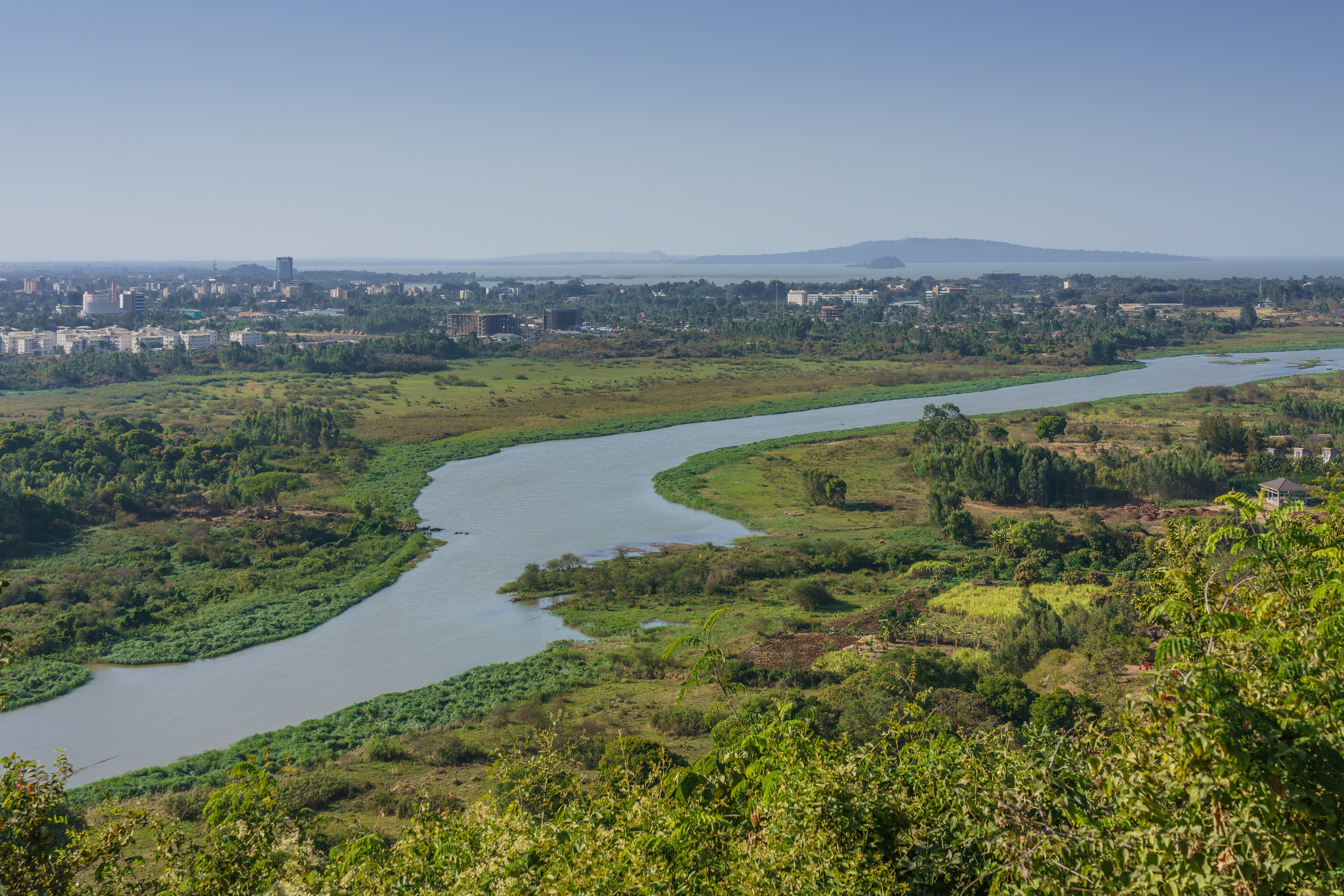
Голубий Ніл у Ефіопії
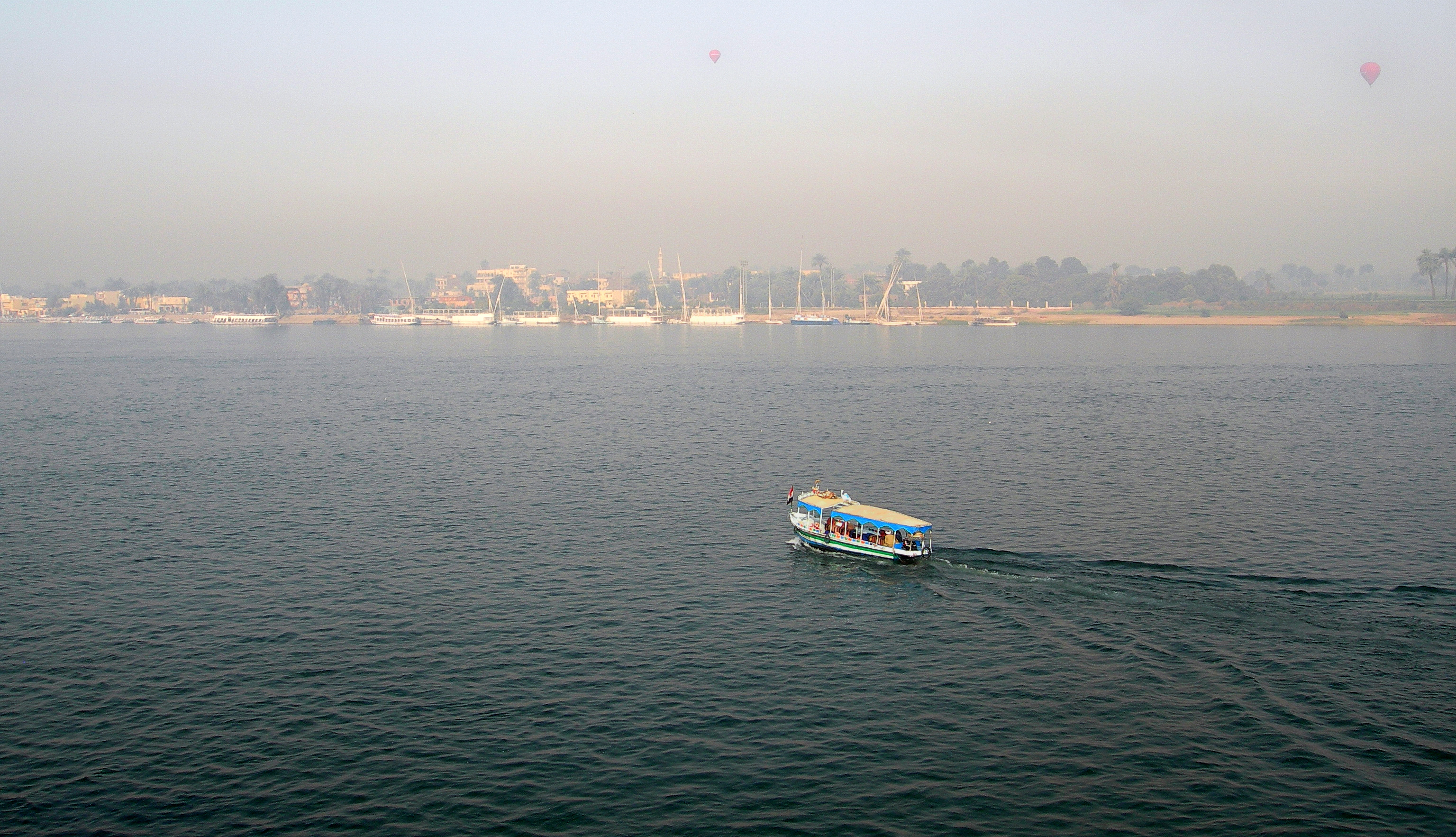
Ніл у нижній течії, поблизу Луксора
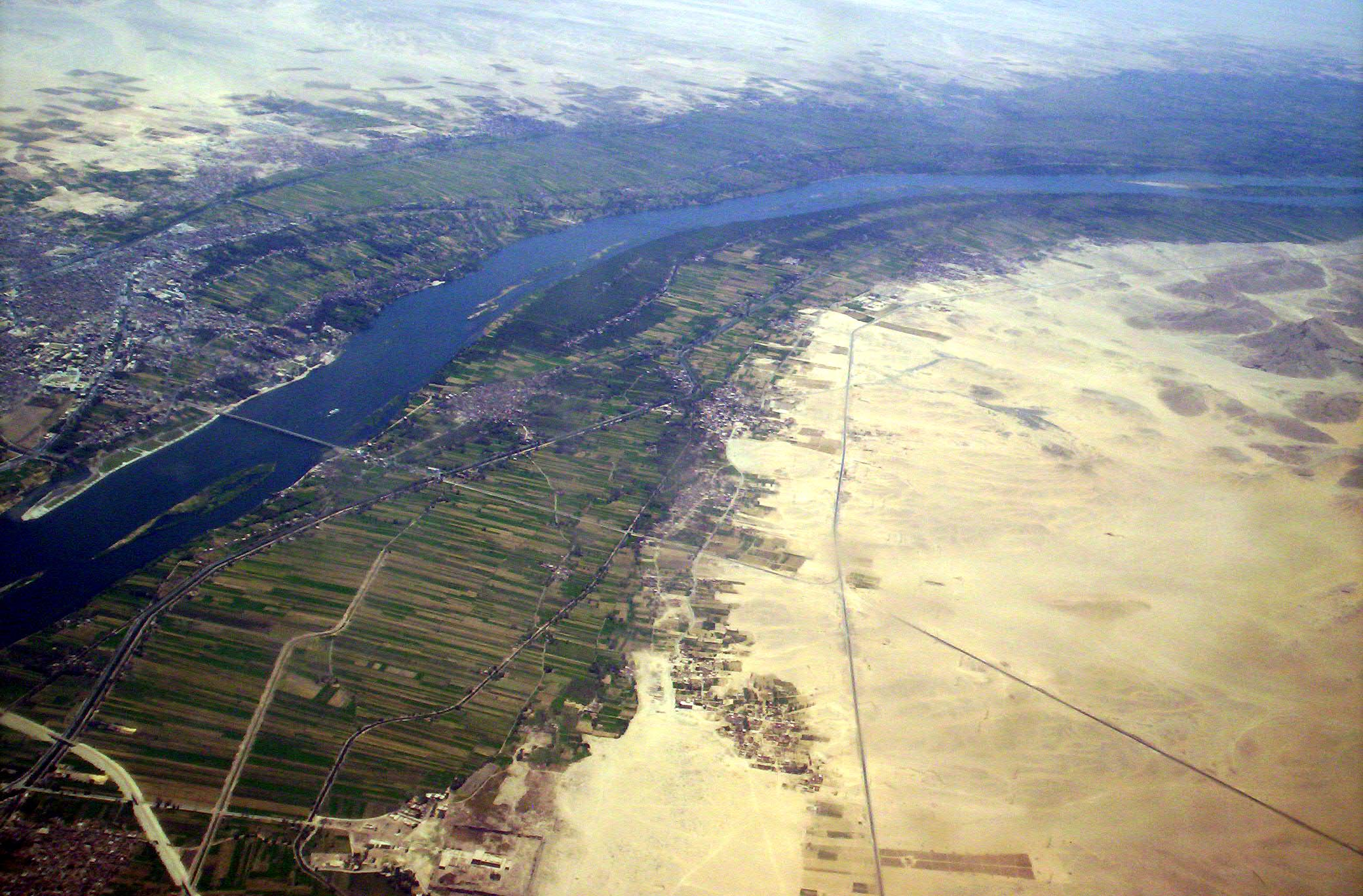
Долина Нілу поблизу Луксору з висоти
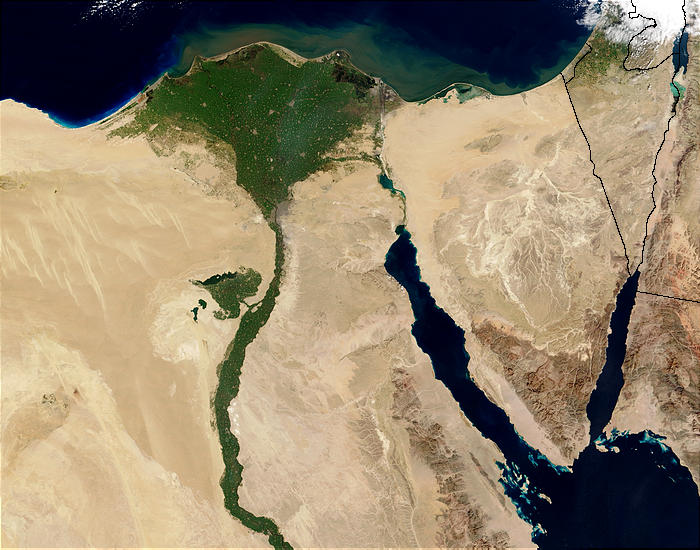
Дельта Нілу з космосу

Від Хартума річка вже називається Нілом (або Головним Нілом), який прорізує пісковикове плато, утворюючи на своєму шляху 6 значних, від 10 до 75 км завдовжки, порогів — Нільські катаракти. Частину порогів сховали води величезного водосховища Насер (30 км³), утвореного Асуанською греблею довжиною 5 км, висотою 111 м і шириною біля підніжжя понад 1 км, що загатила Ніл в районі Асуану. Нижче від Асуана річка тече в широкій (20—50 км) долині, що обмежується крутими схилами Лівійської (із заходу) та Аравійської пустель (зі сходу), яка ще у плейстоцені була затокою Середземного моря. У нижній течії регулярне судноплавство можливе до Ваді-Хальфи. Південніше Каїра річка розливається на 2 км завширшки і 14 м завглибшки, утворюючи величезну дельту, завбільшки з Крим (24 тис. км), з численними рукавами і протоками, найбільшими з яких є крайні західний і східний — рукав Розетти і рукав Дамієтти.
Ніл розливається влітку, з липня по жовтень, через сезонні дощі в області Білого (14 %) і особливо Голубого Нілу (70 %). Під час розливів і повідей у вузьку долину Нілу приноситься багато родючого мулу, що має величезне значення для сільського господарства в долині.

### Басейн Конго
Конго (Заїр) — друга за довжиною річка (4320 км) і перша за водністю на континенті (42 тис. м³/с, 1300 км³/рік) і друга у світі після Амазонки. Вона двічі перетинає екватор і збирає свої води з приток Північної та Південної півкулі на величезній однойменній западині, що наповнюються поперемінно впродовж року під час відповідних дощових сезонів, тому й Конго повноводна цілий рік. Площа річкового басейну 3,7 млн км², коефіцієнт стоку 38 %, модуль стоку 16 л/с.

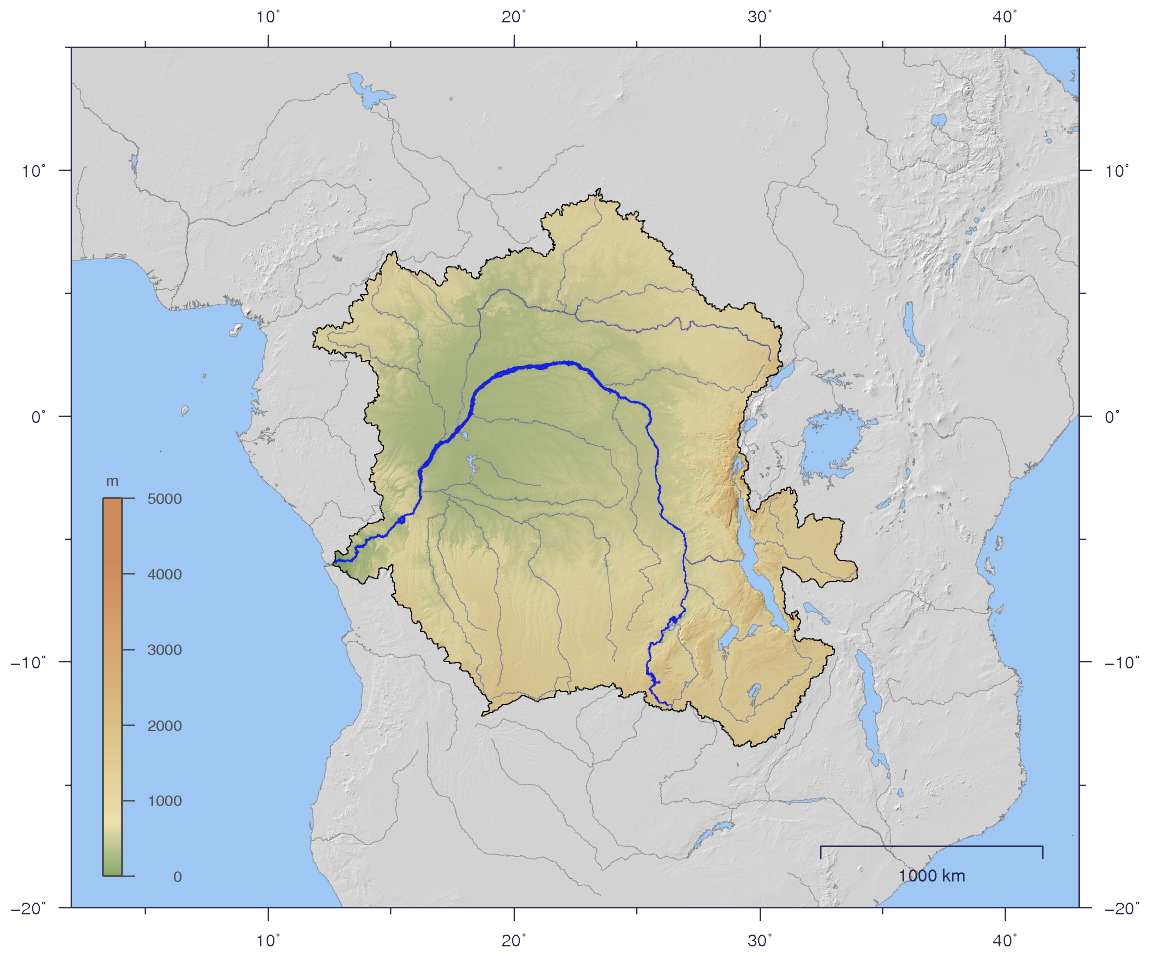
Басейн Конго
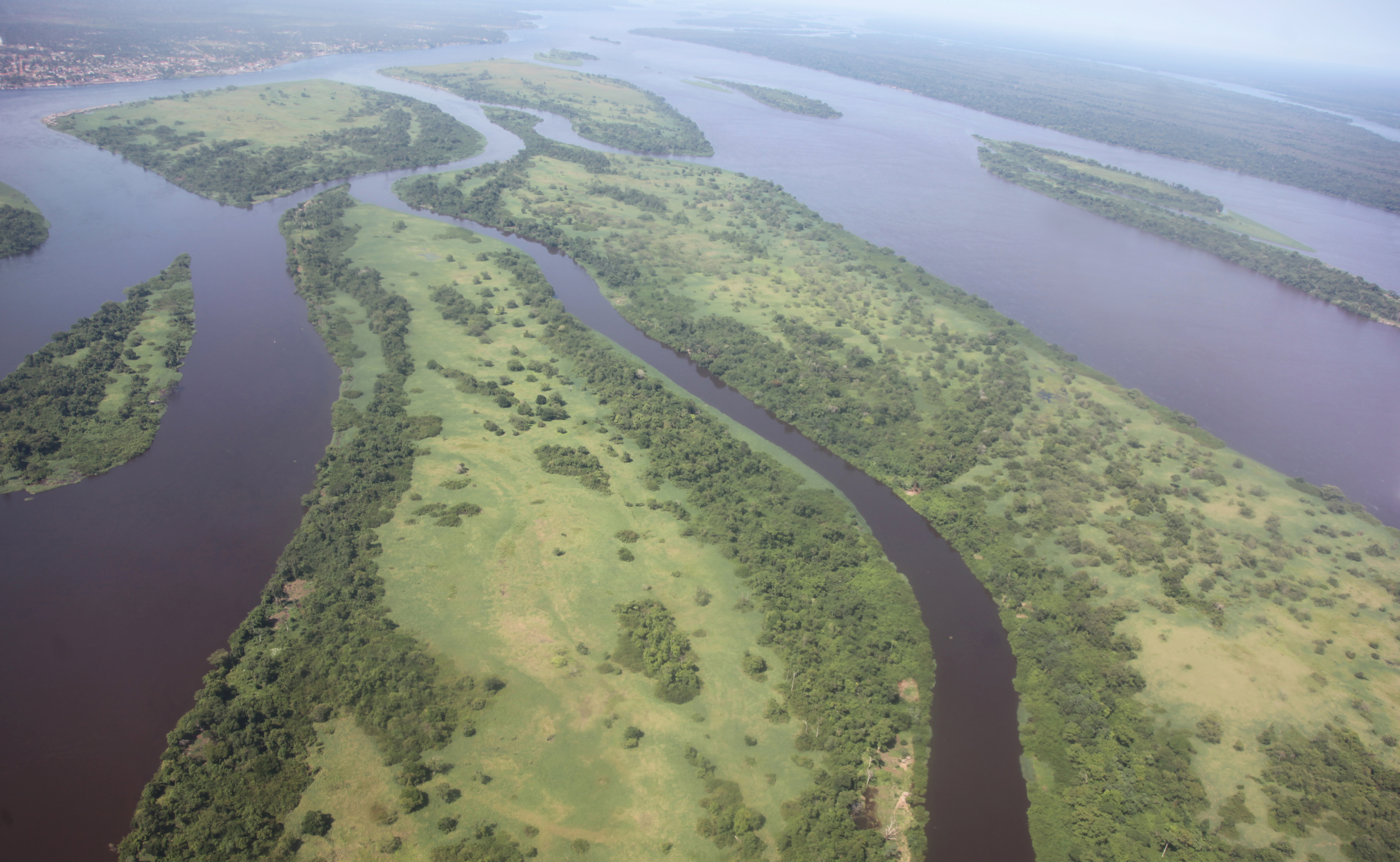
Конго в нижній течії
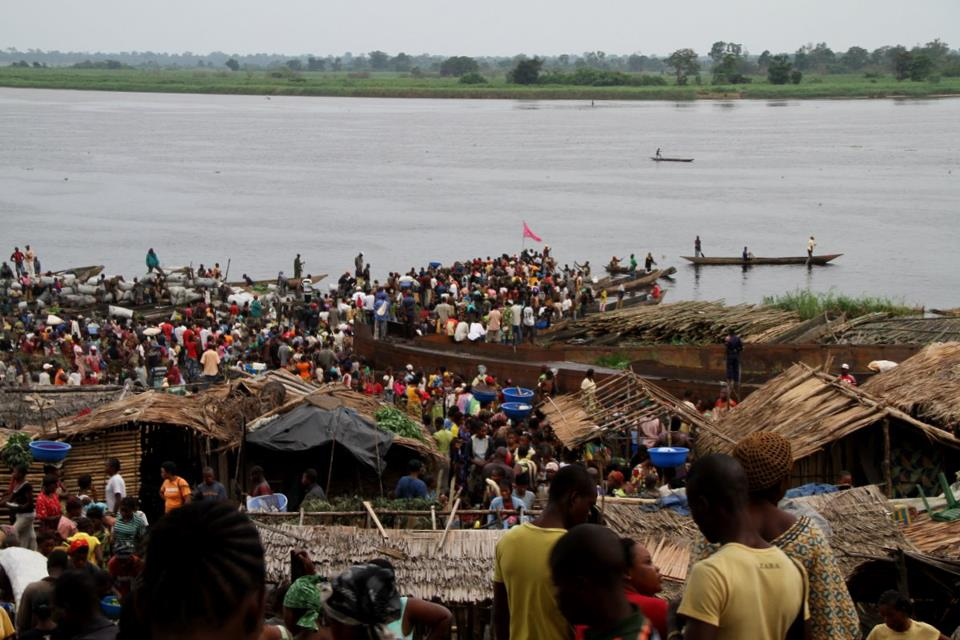
Річковий порт Мбанданка
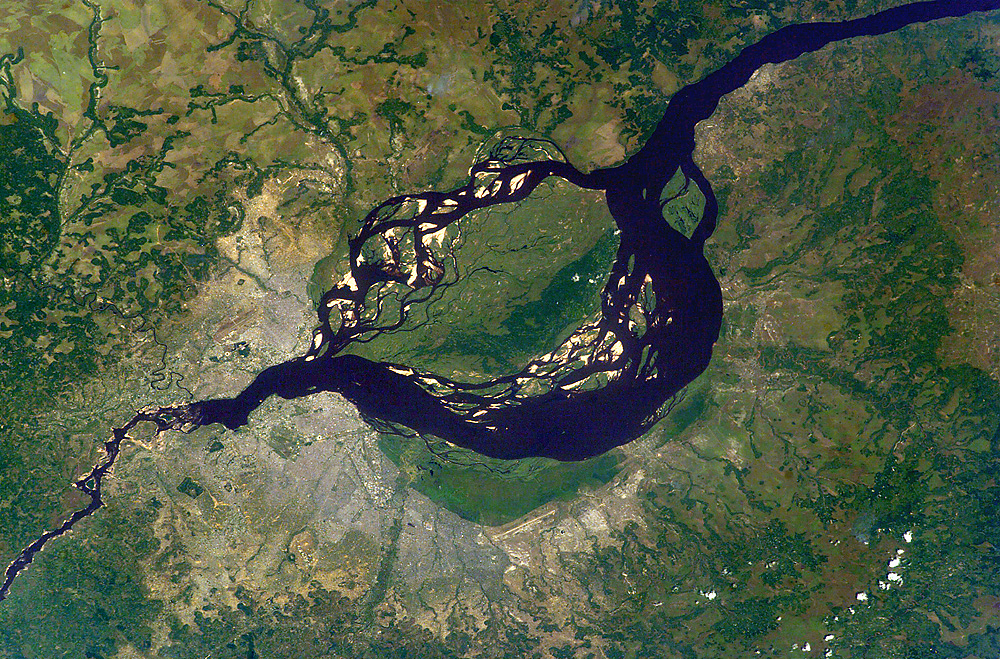
Малебо (Стенлі-пул), озероподібне розширення річища Конго в нижній течії
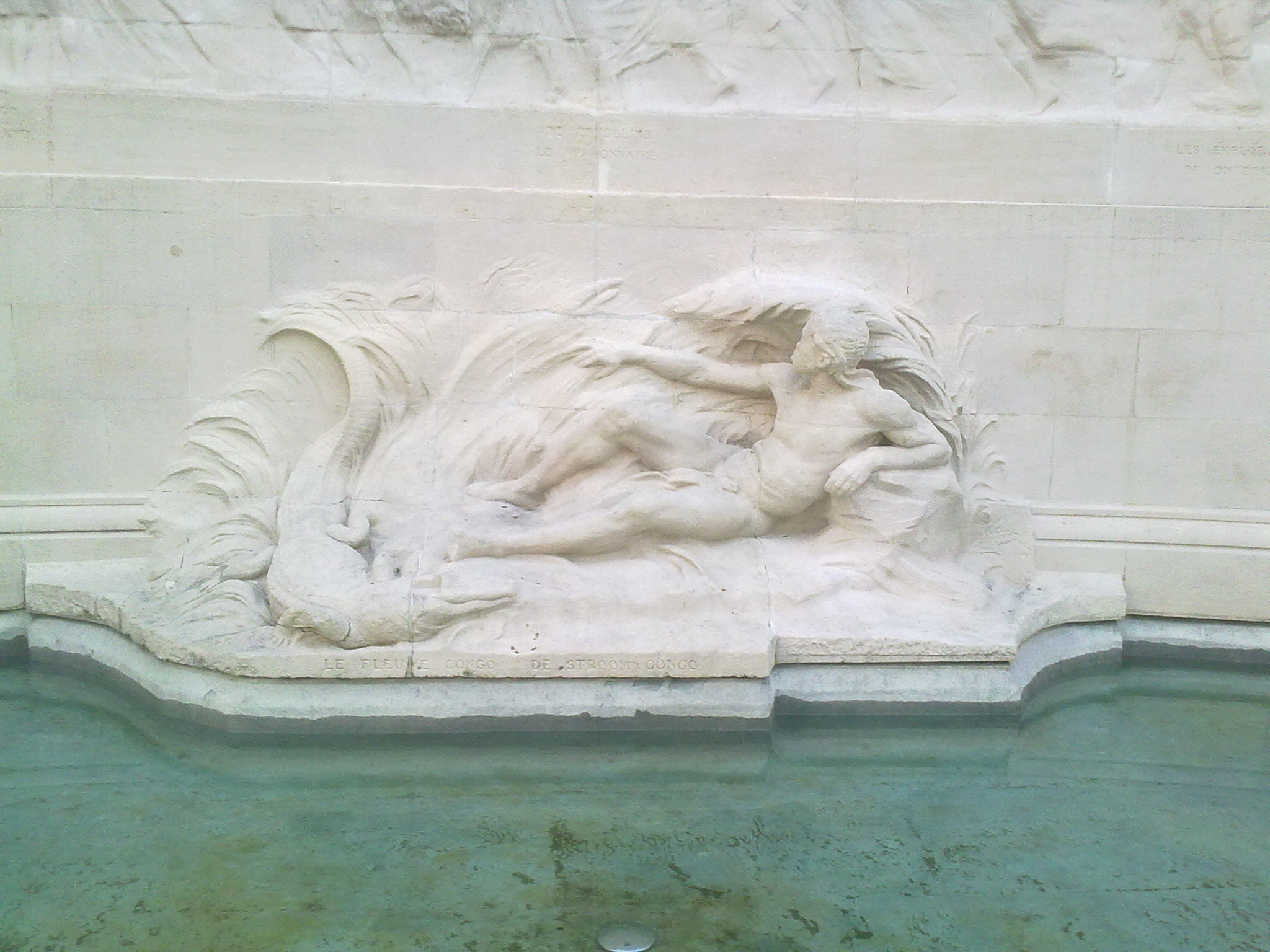
Скульптурна алегорія річки Конго

Конго починається Луалабою в південній частині Катанги. Після злиття Луалаби з Луапулою річка називається Конго, тут до неї впадає Лукуга, що витікає з озера Танганьїка. Найбільші притоки Конго — Убангі (права) і Касаї (ліва). Конго, падаючи з уступу Південноафриканського плоскогір'я в улоговину Конго, утворює каскад з 7 водоспадів Стенлі (Бойома). У басейні Конго річка меандрує і приймає багато великих приток, розширюючись до 4 км, а з усіма озеровидними розгалуженнями і рукавами — понад 20 км (Малебо). У середні течії річка судноплавна протягом 1700 км, з урахуванням численних приток загальна довжина водних шляхів близько 14 тис. км, де можливий рух суден дедвейтом близько 800 тонн. У нижній течії річка прорізує підвищення західних окраїн Африканської платформи (Кришталеві гори), утворюючи водоспади Лівінгстона. Тут річка тече у вузькій ущелині з величезною швидкістю — до 15 м/с. Впадаючи в Атлантичний океан, Конго утворює великий естуарій (17 км завширшки, 300 м завглибшки), опріснюючи океанські води на десятки км від гирла. На дні океану річкове ложе простежується на материковому шельфі та схилі на 150 км від берега.

### Басейн Нігеру
Нігер — найбільша річка Західної Африки. Довжина 4160 км, площа річкового басейну 2,1 млн км², середні витрати води 12 тис. м³/с, річний стік 900 км³, коефіцієнт стоку 37 %, модуль стоку 18 л/с. Нігер починається річкою Джоліба на висоті 900 м на сланцевому нагір'ї в складі Північногвінейської височини (плто Фута-Джаллон). Прямуючи на північний схід, Нігер прорізує рівнини Судану і досягає південної окраїни Сахари, де залишки древнього озера щоліта наповнюються водою Джоліби і правої притоки Бані та утворюють заболочену Внутрішню дельту поблизу уступу Бандіагари (Хомборі). Після того Нігер різко змінює напрям і тече на південний схід. Середня течія річки пролягає в сухій місцевості і майже зовсім не має приток, лише сухі ваді (Талемсі, Азавак), що дренують пустельне нагір'я Ахаггар і рівнину Талак, але майже ніколи не доносять вологу до річки. У нижній течії їх багато (Сокото, Кадуна), найбільша — ліва притока Бенуе. Нігер впадає в Гвінейську затоку величезною болотистою дельтою (24,6 тис. км²), розгалужуючись численними рукавами, головний з яких Ріо-Нун. Гідрографічний режим річки своєрідний, бо його верхня і нижня течії лежать у вологих областях, тоді як середня течія лежить у сухих областях Судану. Річка судноплавна тільки на окремих ділянках. Для землеробства в пустельній частині долини Нігеру величезне значення мають літні повіні на річці Джоліба у верхів'ях. Тому вже 1929 року поблизу Бамако французами було збудовано греблю та іригаційну систему площею 7 тис. га, 1947 року — іригаційну систему поблизу Сансандінга (16 тис. га).

### Басейн Замбезі
Замбезі — найбільша річка Південної Африки (2660 км), бере початок на вододільному плато Лунда на висоті понад 1000 м. Площа річкового басейну 1,33 млн км², річний стік 16 тис. м³/с. Замбезі починається у горах Коамба на плоскогір'ї Лунда-Катанга, у верхній та середній течії перетинає плоскогір'я й улоговини, тому має багато порогів і водоспадів (Ганьє, Нгамбег, Вікторія, поріг Кебрабаса). Водоспад Вікторія завширшки 1600 м і заввишки понад 100 м один з найбільших у світі. Вода там падає в ущелину каньйоноподібної форми в чорних базальтових лавах, а стовпи водяних бризок піднімаються високо над ущелиною наче дим, гуркіт чути за 15 км, тому місцеві називають цей водоспад Мозі-оа-Тунья — «гуркітливий дим». Найбільші притоки Замбезі — Кабомпо, Лунгвебунгу, Лвангінга, Квандо, Гваай, Кафуе, Луангва. Річка Шире відводить води озера Ньяса через Замбезі до Мозамбіцької протоки Індійського океану. На Шире водоспад Мерчисон. На Замбезі споруджено два великих водосховища — Кариба і Кагора-Баса.
Великого значення для зрошення посушливих регіонів також мають Сенегал на заході, Вебі-Шебелле — на сході.

### Безстічні області
До безстічних областей континенту відносять:
- Великі площі в самісінькому його центрі — водозбірний басейн озера Чад з річками Шарі, Лонгве, Комадугу-Йобе, западиною Боделе і сточищем озера Фітрі. Річка Шарі є найдовшим потоком в безстічних областях континенту. У недалекому геологічному майбутньому її верхів'я перехопить річкова система Бенує, що несе води до Гвінейської затоки.
- Лівійський басейн на північному-сході.
- Басейни Ігаргару (з шоттами Мельгір і Джерид) і Феццану на півночі. Тут великі ваді (уеди), сухі річища прадавніх річок флювіальних періодів, збирають води нечастих злив та зберігають поклади підземних. Уед-Саура збирає вологу з південних схилів Атлаських гір і несе на 500 км до дельти в пустелі Ерг-Шеш, розділяючи пустельні масиви Великий Західний Ерг і Ерг-ер-Раві[6]. Уед-Ігаргар збирає вологу з північних схилів Ахаггару й несе за тис. км не північ (в минулому до Шотт-Мельгіру) через пустелю Великий Східний Ерг[6].
- Міжгірне Високе плато шоттів в Атлаських горах.
- Басейн Західної Сахари із себхами Умм-ед-Друс-Геблі та Умм-ед-Друс-Теллі.
- Басейн озер Рудольф, Стефанія й Абая у тектонічних западинах на сході.
- Басейн Калахарі з річками Окаванго, Квандо та верхньою течією Замбезі на півдні. Дельта Окаванго та озера Макарікарі.

Ваді
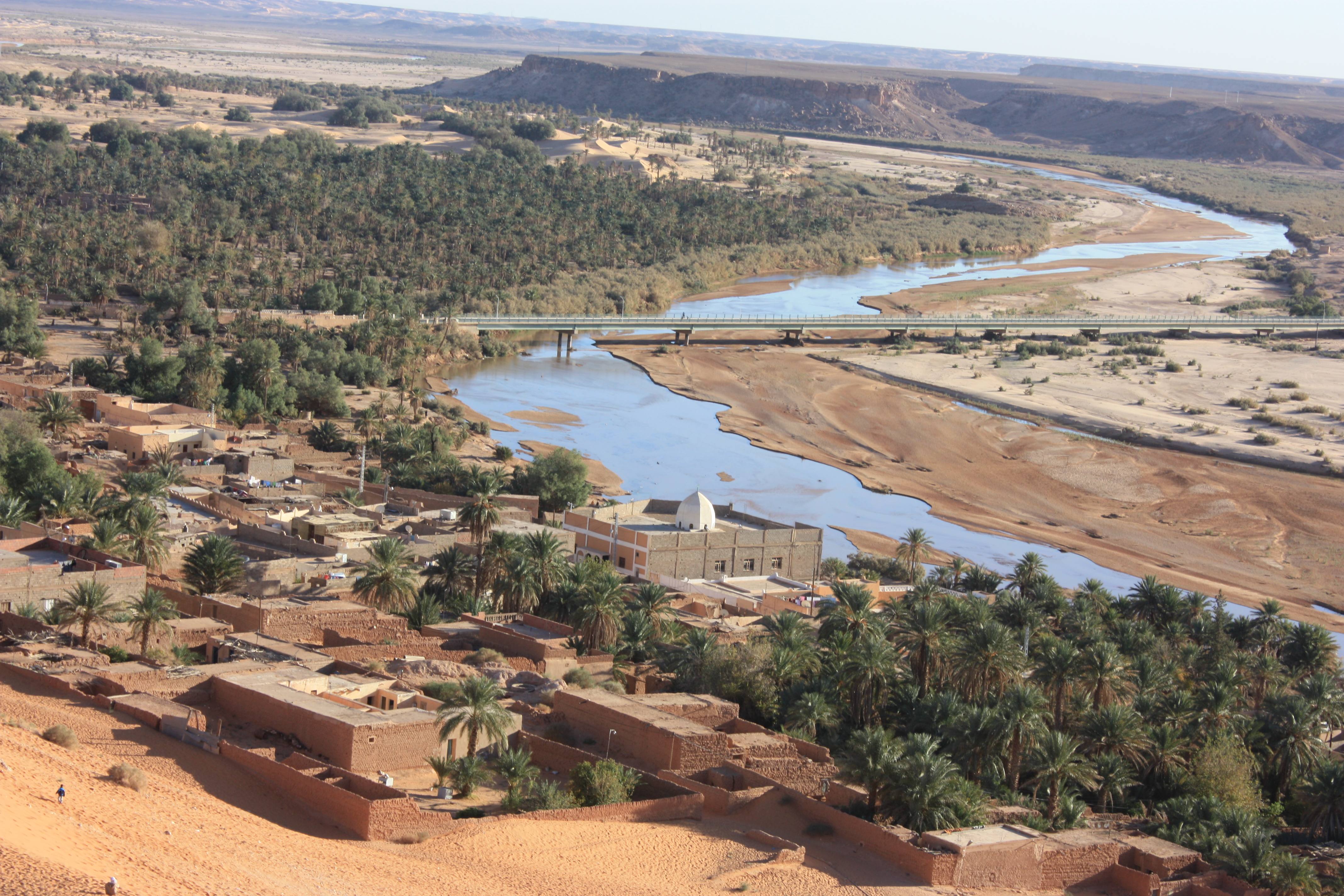
Саура, Алжир
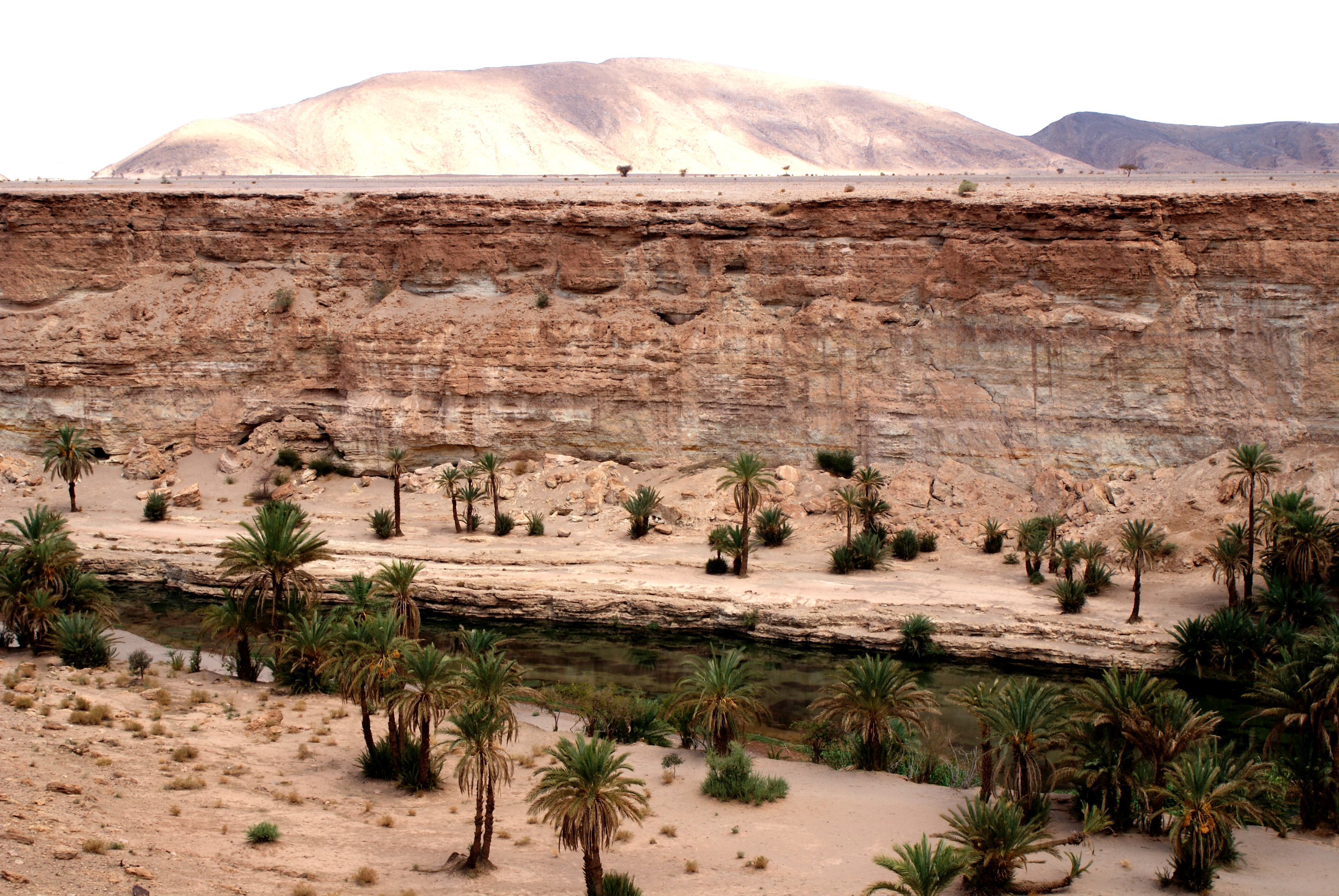
Тіссінт, Марокко
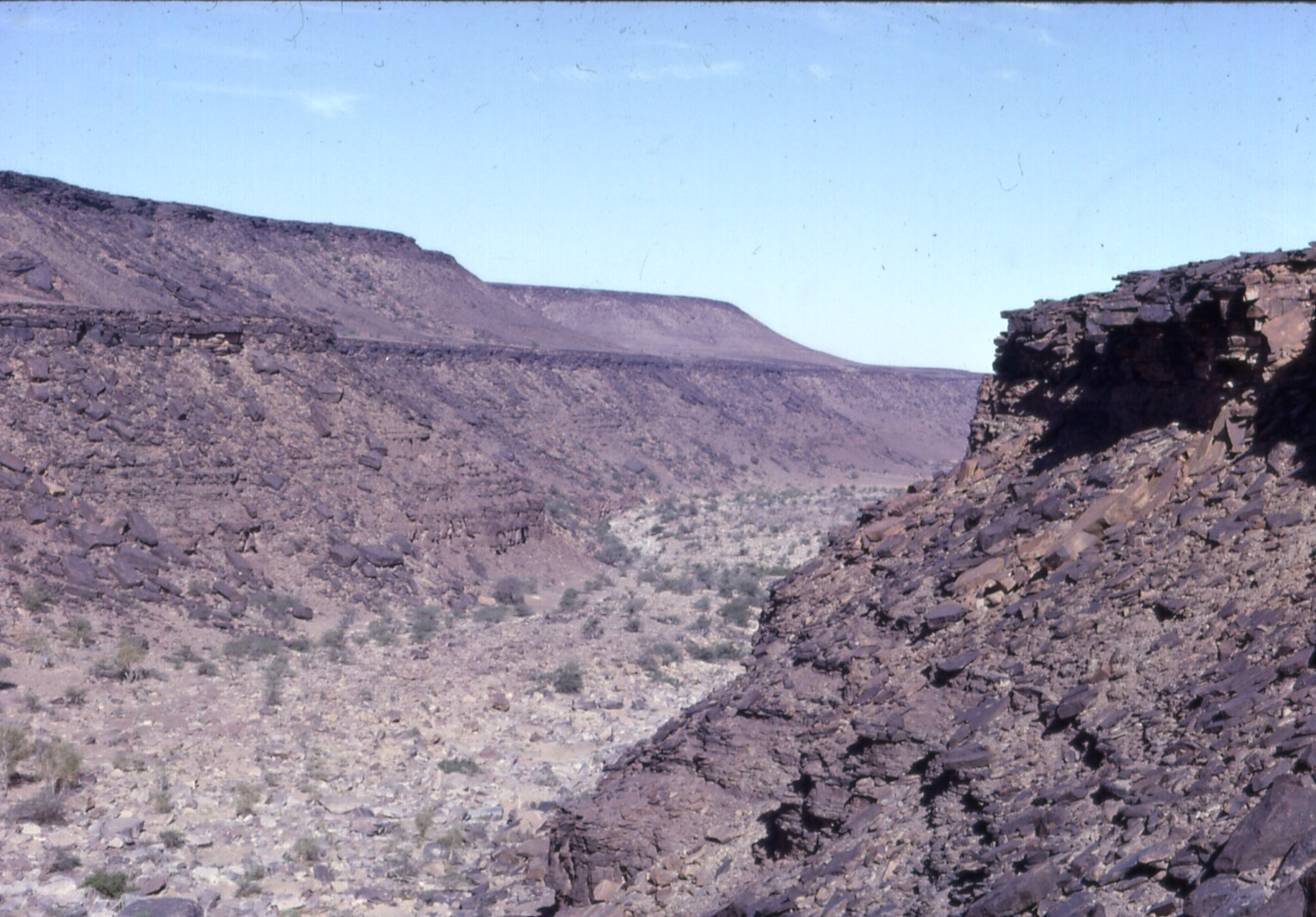
Мельха, Мавританія
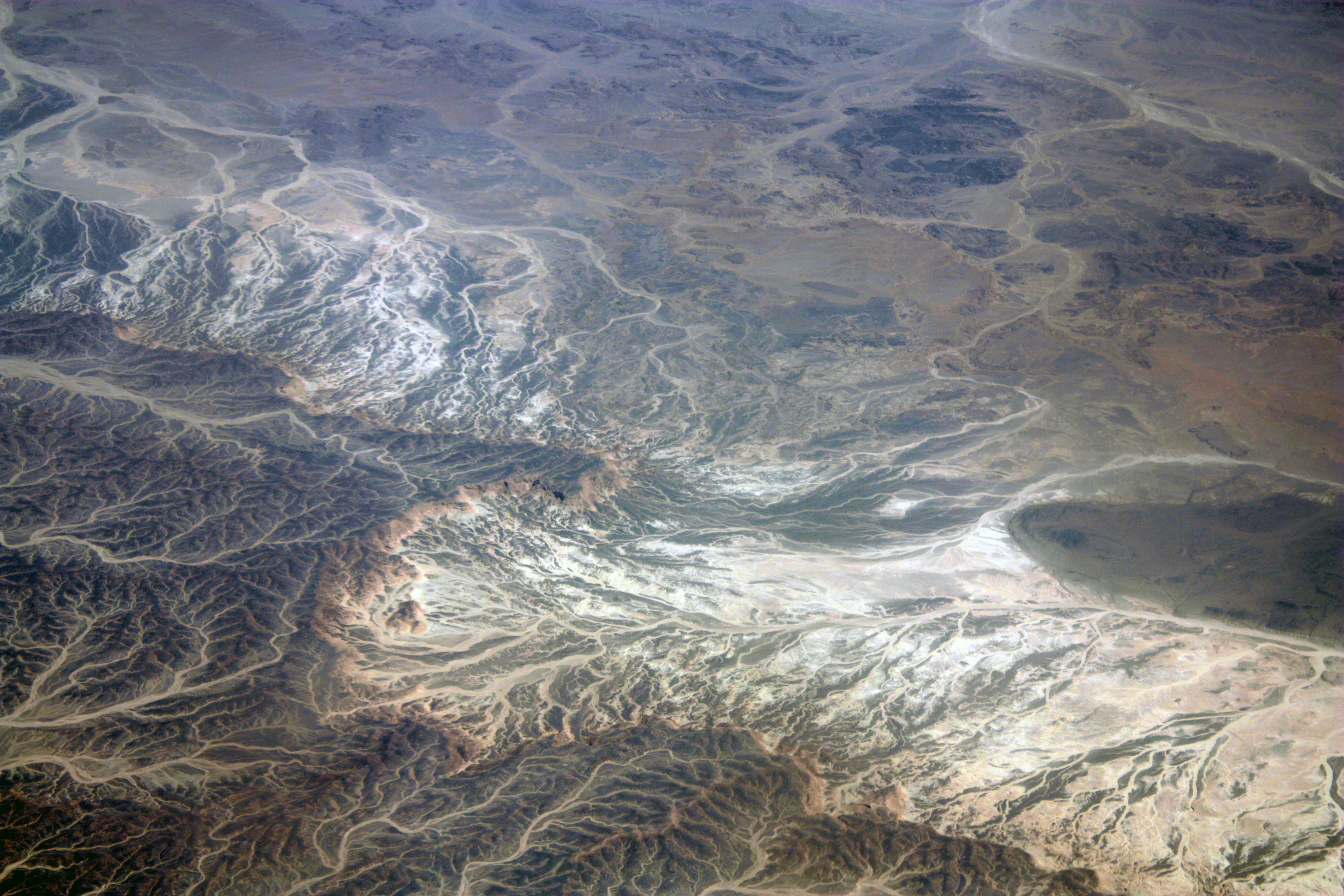
В Аравійській пустелі, Єгипет
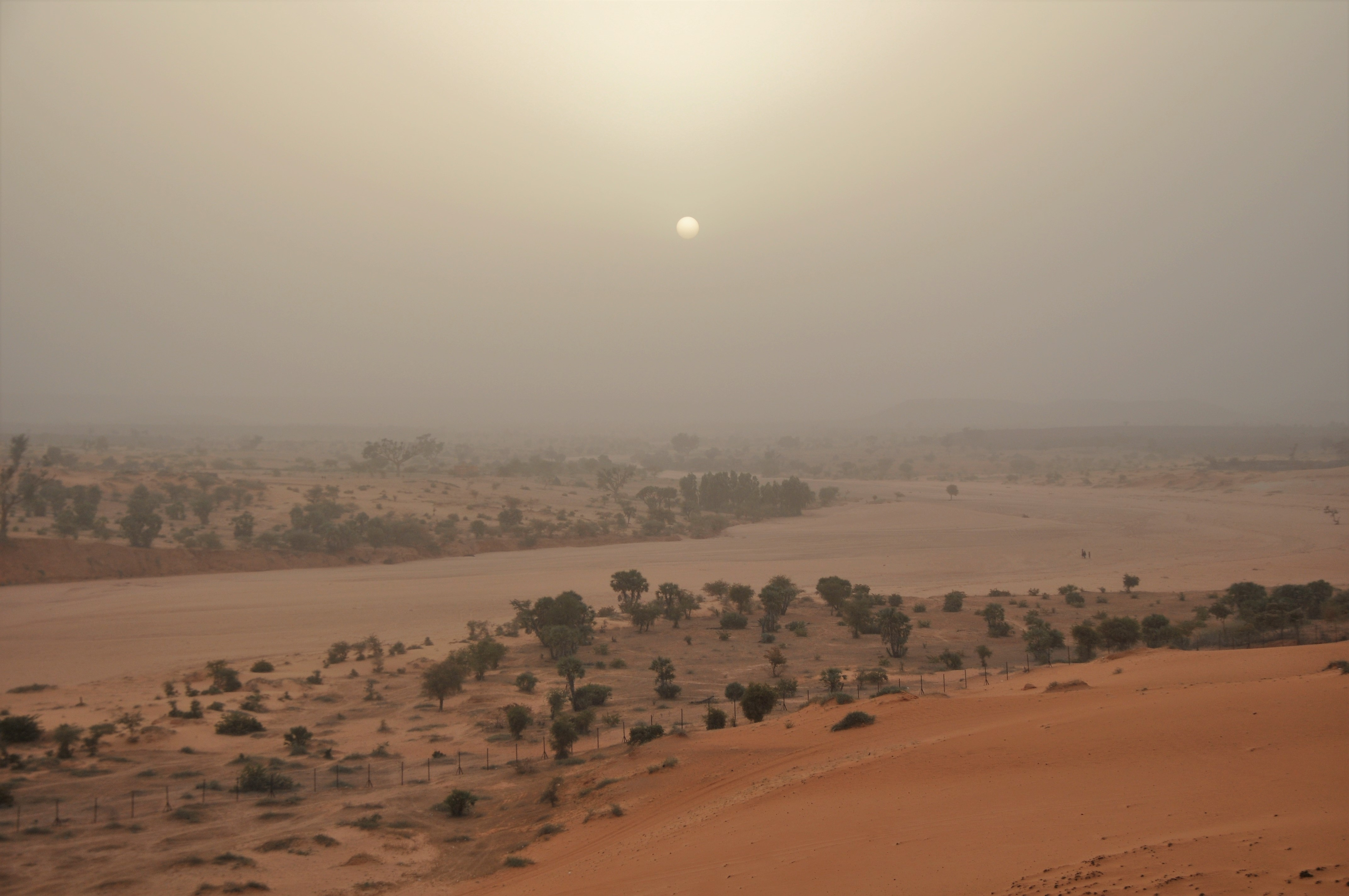
Сухі річища приток Нігеру, поблизу Ніамею

Окрім областей, що не мають стоку до вод Світового океану, в Африці дуже поширені на великих площах улоговини з обмеженим, або ускладненим стоком (якому заважають здебільшого підняті кристалічні масиви окраїн материка, через які річки торують собі шлях каскадами порогів та водоспадів). До таких областей відносяться басейн Конго, середня течія Нілу з болотами Судду, середня течія Нігеру з внутрішньою дельтою, озерні басейни в тектонічних западинах Великого африканського рифту, середня течія Оранжевої з плато Верхнє Карру на півдні та сточищем Молопо на півночі.

### Водоспади і пороги
Транспортне значення річок значно обмежене в зв'язку з невиробленим профілем рівноваги більшості річок континенту, тобто великою кількістю порогів і водоспадів (Вікторія, Стенлі, Лівінгстона, Тугела та інші). Лише на Замбезі 72 водоспади, найбільший з яких — Вікторія.

Африканські водоспади
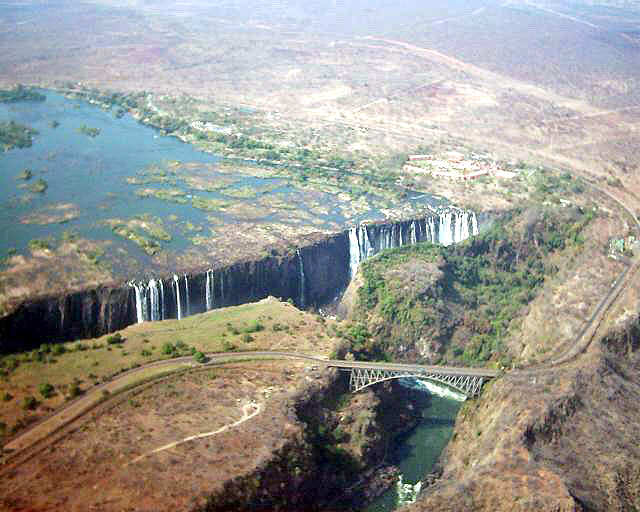
Вікторія на Замбезі
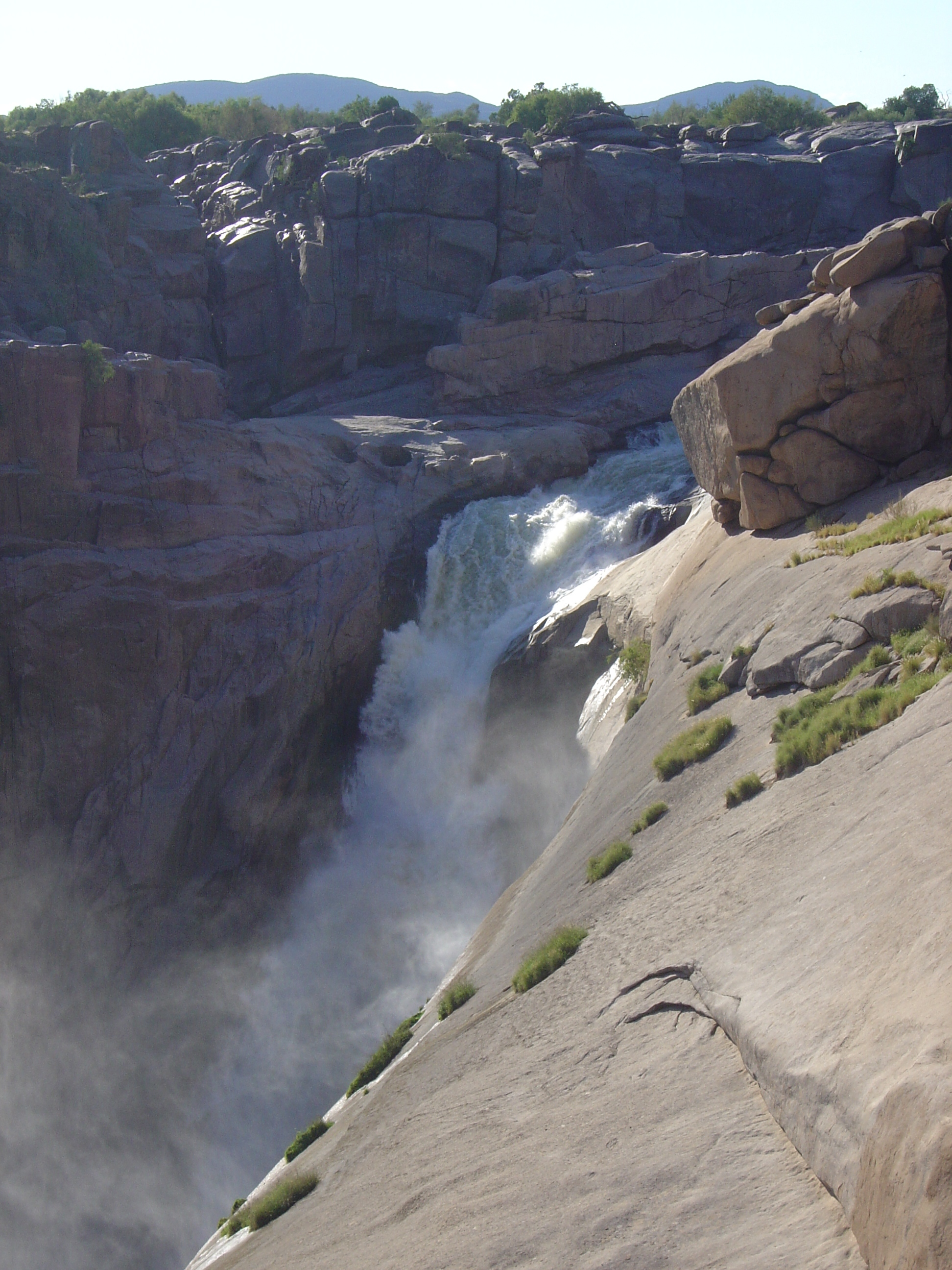
Ауграбіс на Оранжевій
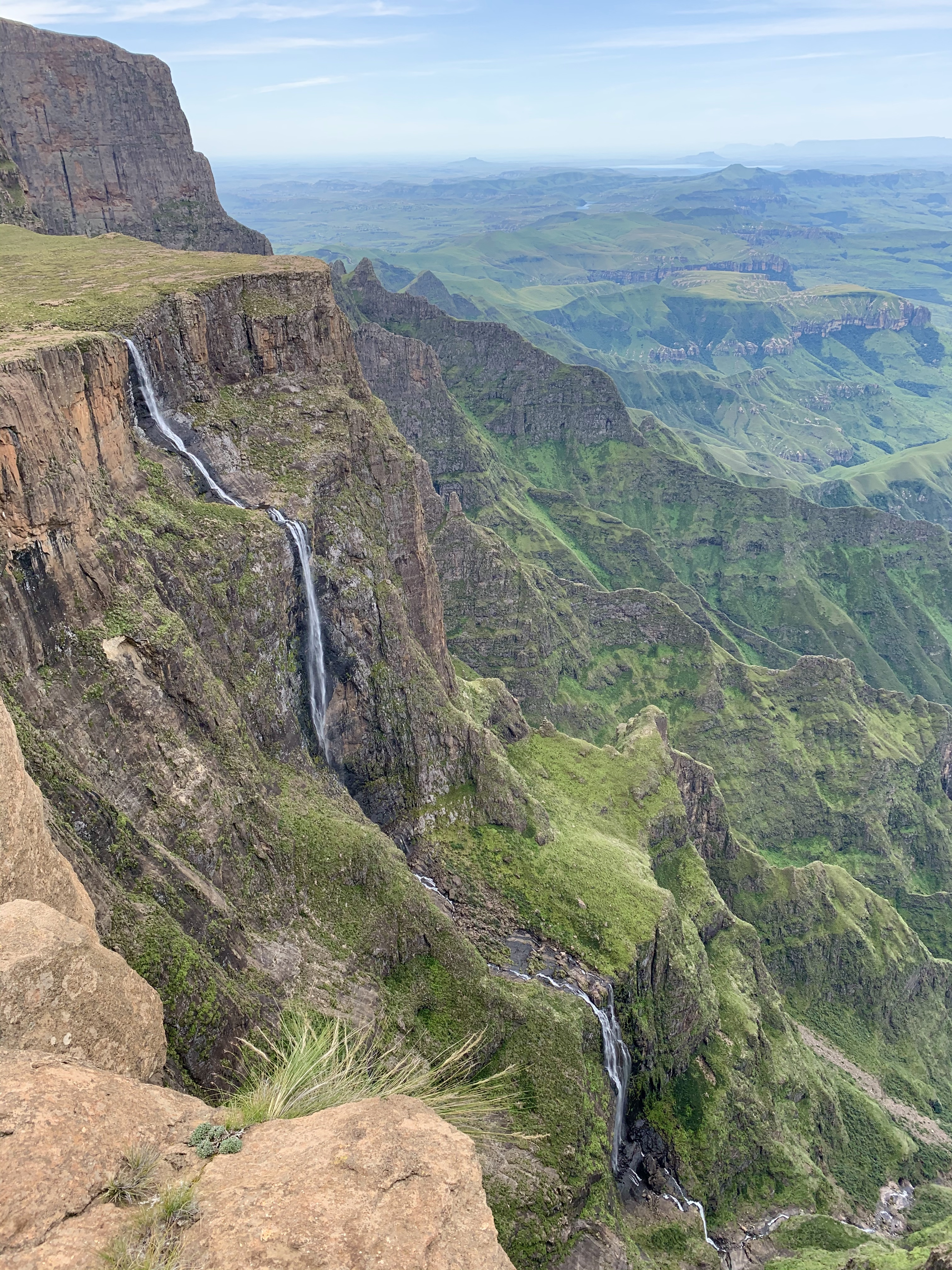
Тугела у Драконових горах
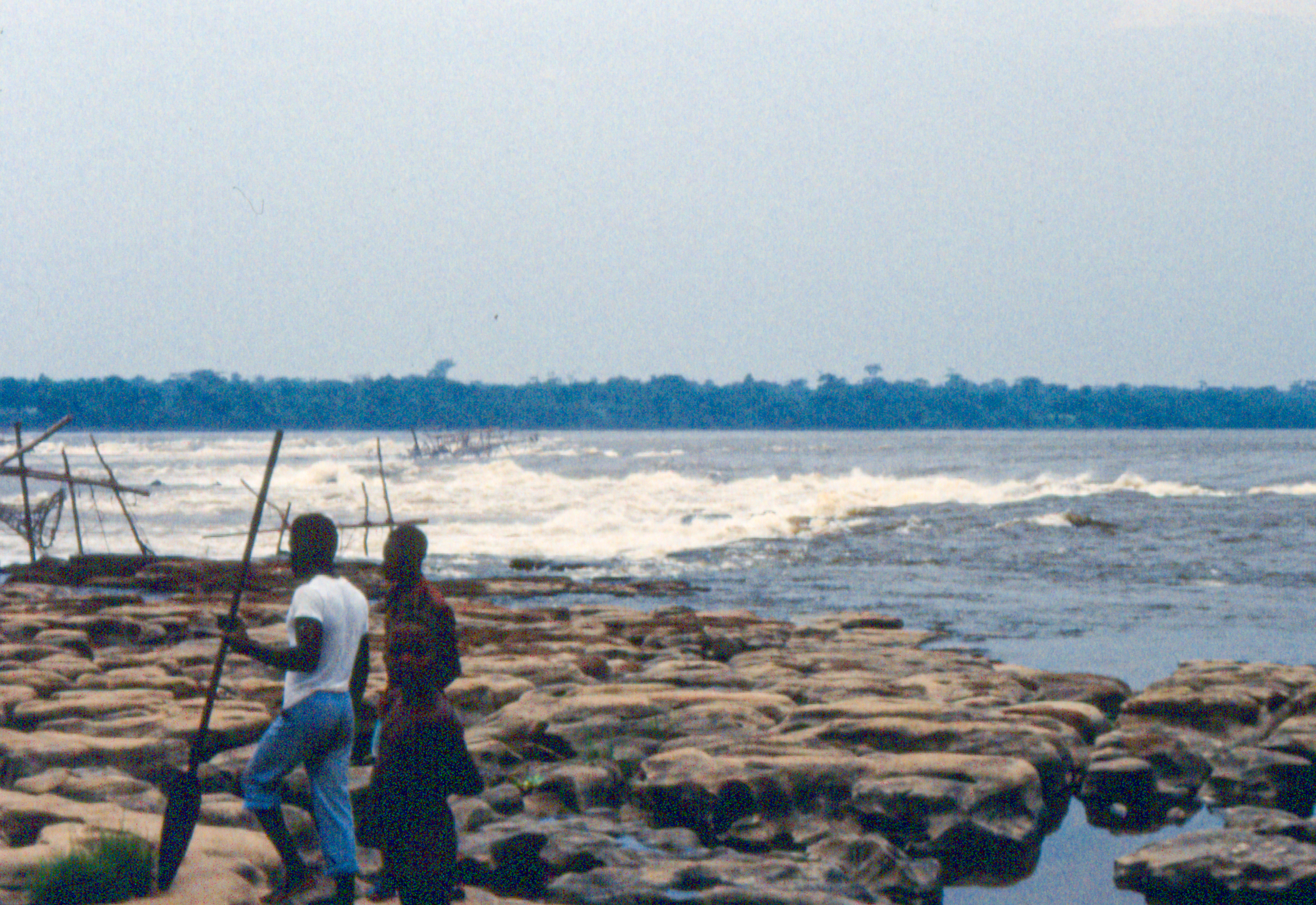
Стенлі на Луалабі (середня течія Конго)
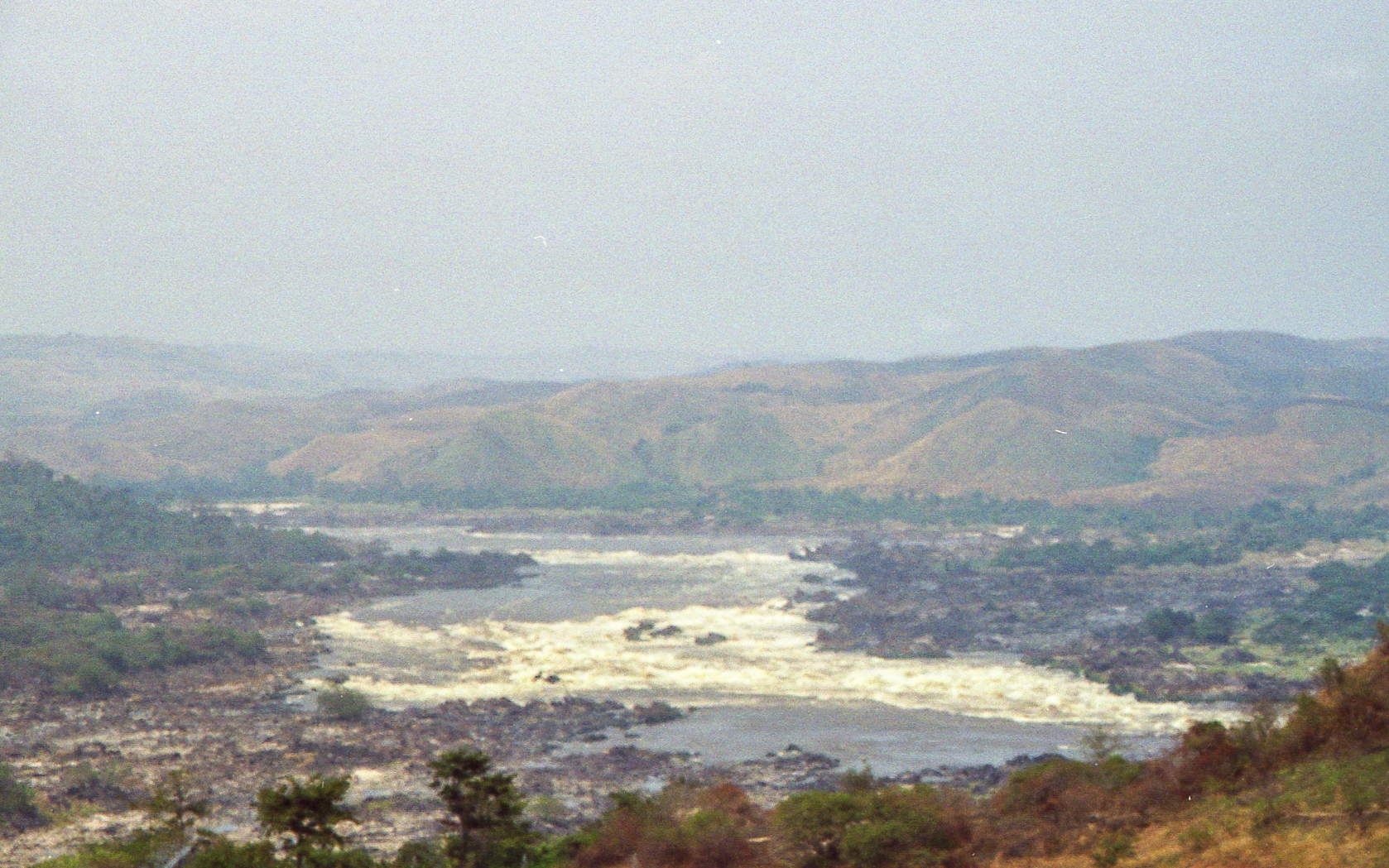
Лівінгстона на Конго
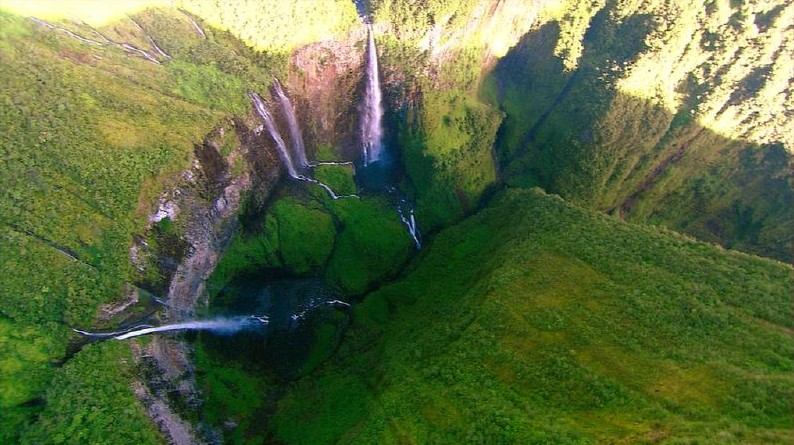
Тру-де-Фер на острові Маврикій

На річці Каламбо на кордоні Замбії і Танзанії величний водоспад йосемітського типу — Каламбо. На ньому вода падає з висоти 365 м, а нижче за течією утворюється каскад із сумарною висотою падіння в 61 м. На річці Лімпопо в районі гір Зутпан мальовничий водоспад Толо-Азімо. На річці Оранжева, за 500 км від гирла водоспад Ауграбіс, висота вільного падіння води якого становить 146 м. На острові Реюньйон туристичною принадою в сезон дощів високо на схилах вулкана Пітон-де-Неж слугує комплекс водоспадів на річці Брас-де-Каверне в ущелині Тру-де-Фер, висота падіння становить 300 м.

### Канали
Головний штучний канал континенту — Суецький, що поєднує Середземне море Атлантичного океану та Червоне Індійського. Він також слугує умовною межею між Африкою та Євразією.

## Озера
| Назва             | Площа (км²) | Об'єм (км³) | Висота над рівнем моря (м) | Найбільша глибина (м) |
| ----------------- | ----------- | ----------- | -------------------------- | --------------------- |
| Вікторія          | 68          | 2700        | 1134                       | 80                    |
| Танганьїка        | 34          | 18900       | 773                        | 1470                  |
| Ньяса (Малаві)    | 30,8        | 7750        | 472                        | 706                   |
| Чад               | 26-10       | 44,5        | 281                        | 11                    |
| Бангвеулу         | 15-4        | 5           | 1067                       | 5                     |
| Туркана (Рудольф) | 8,5         | 205         | 375                        | 73                    |
| Альберт (Ньянза)  | 5,6         | 280         | 619                        | 58                    |
| Мверу             | 5,2         | 32          | 917                        | 15                    |
| Етоша             | 4           | пересихає   | 1065                       | пересихає             |
| Тана              | 3,6         | 28          | 1830                       | 70                    |

Більшість озер Африки зосереджено у східній частині, у своєрідній озерній області, що не має аналогів на планеті. Майже всі великі озера мають тектонічне походження улоговин (Великий африканський рифт), тобто знаходяться в розломах або прогинах земної кори — Танганьїка, Ньяса (Малаві), Рудольф (Туркана), Альберт (Ньянца), Ківу, Едуард, Тана, Кйога, Ківу, Мверу, Бангвеулу, Стефанія (Чоу-Бахр), Абайя, Ширва тощо. Вони переважно витягнуті з півночі на південь, у напрямку розлому, їх довжина набагато більша за ширину, вони мають значні глибини. Озера Африки, як річки, використовують як транспортні шляхи та для вилову риби (переважно озера тектонічних западин) на прокорм місцевому населенню.
Найбільшим за площею озером материка є Вікторія, або Укереве (69,4 тис. км²), яке розміщується в прогині кристалічної платформи на Східноафриканському нагір'ї, тому порівняно неглибоке (82 м). Абсолютна висота урізу води 1134 м над рівнем моря. Озеро прісне, береги озера низькі, тут бувають припливи й відпливи, як на узбережжі океану, тропічні грози часто спричинюють шторми на його поверхні. Водозбірний басейн озера 200 тис. км², найбільша притока Кагера. Озеро стічне (витікає Ніл), але стік уповільнено незначним перепадом висот і сильною заболоченістю навколишніх територій. Характерною рисою коливань рівня вод озера є обернена залежність від льодовитості арктичного регіону. У плювіальні періоди плейстоцену рівень вод Великих африканських озер підвищується. Так за часів міндель-риського заледеніння площа озера Вікторія була удвічі більшою за сучасну, воно зливалось з озером Кйога. Сучасні береги озера заболочені, порослі заростями папірусу. Озеро багате на рибу, яка живиться личинками численних мух і одноденок. Останні у день розмноження утворюють над озеро своєрідні хмари, які першовідкривачі помилково приймали за хмари вулканічного попелу.
Танганьїка — друге озеро за величиною на континенті (34 тис. км²) та друге за глибиною (1435 м) у світі після Байкалу (1470 м). Воно простягається вздовж тектонічного розлому з півночі на південь на 650 км, а ширина його становить від 40 до 80 км. Абсолютна висота урізу води 773 м над рівнем моря. З озера Ківу до Танганьїки несе води річка Ружіж, а сама Танганьїка стікає через Лукугу до басейну річки Конго. Термоклин у водах озера лежить на глибині 400 м, нижче нього тримається постійна температура у 23,1 °C. Круті береги, гірські кряжі довкола озера досягають позначки 2000 м, вкриває тропічна рослинність, яку облюбували численні водоплавні птахи і крокодили. У водах озера своєрідна іхтіофауна цихлідових, надзвичайна різноманітність якої породжена еволюційною радіацією від єдиного предкового виду, що потрапив до новоутвореної водойми і з часом зайняв усі можливі екологічні ніші.
Умовним продовженням Танганьїки на південь є озеро Ньяса (30,8 тис. км²), глибина якого сягає понад 700 м. Абсолютна висота урізу води 472 м над рівнем моря. Озеро фіордоподібне, 576 км завдовжки, але місцями його ширина не перевищує 24-32 км. Озеро має круті береги, оточене високими горами (на півночі до 2750 м заввишки).

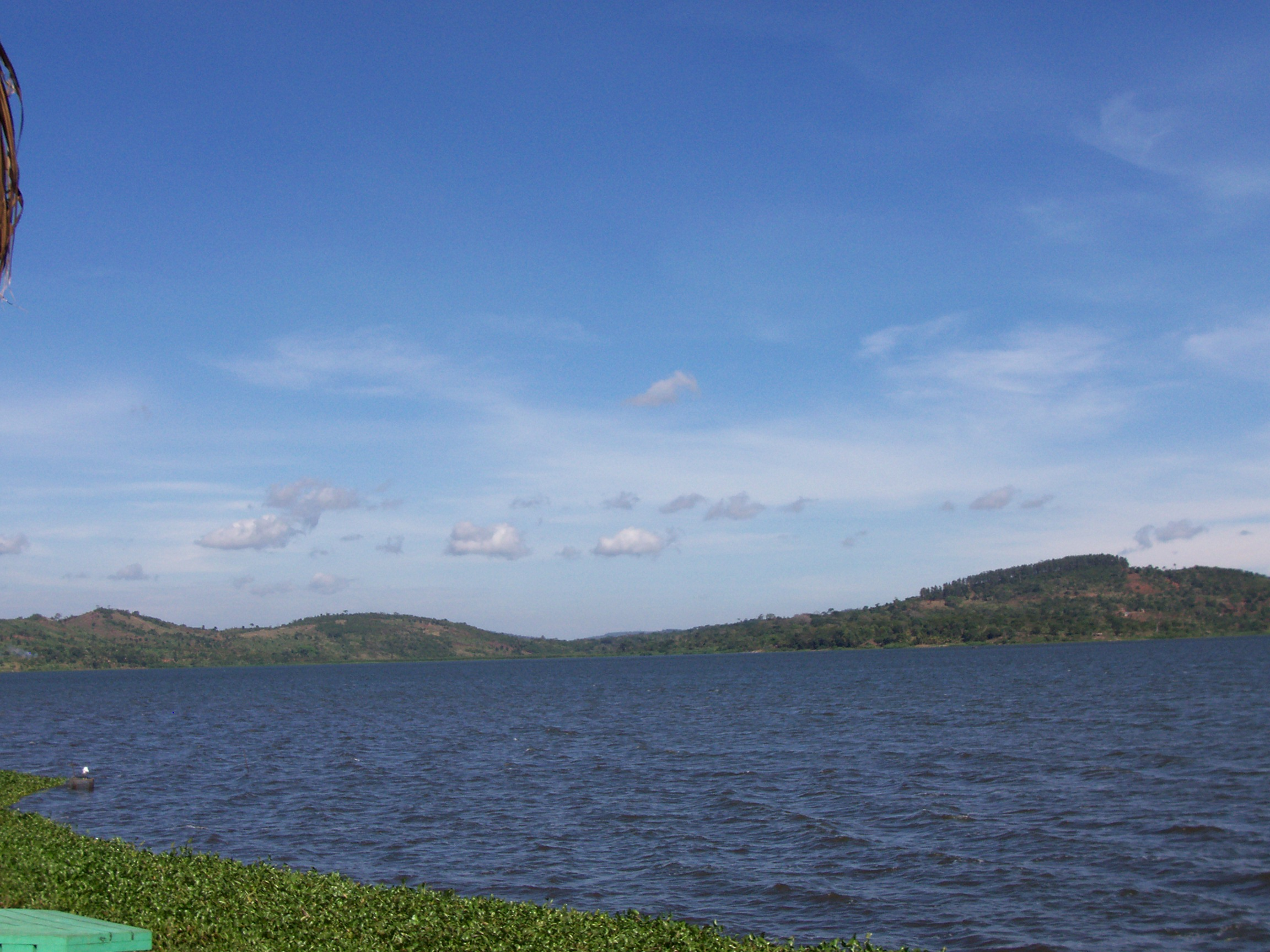
Береги озера Вікторія
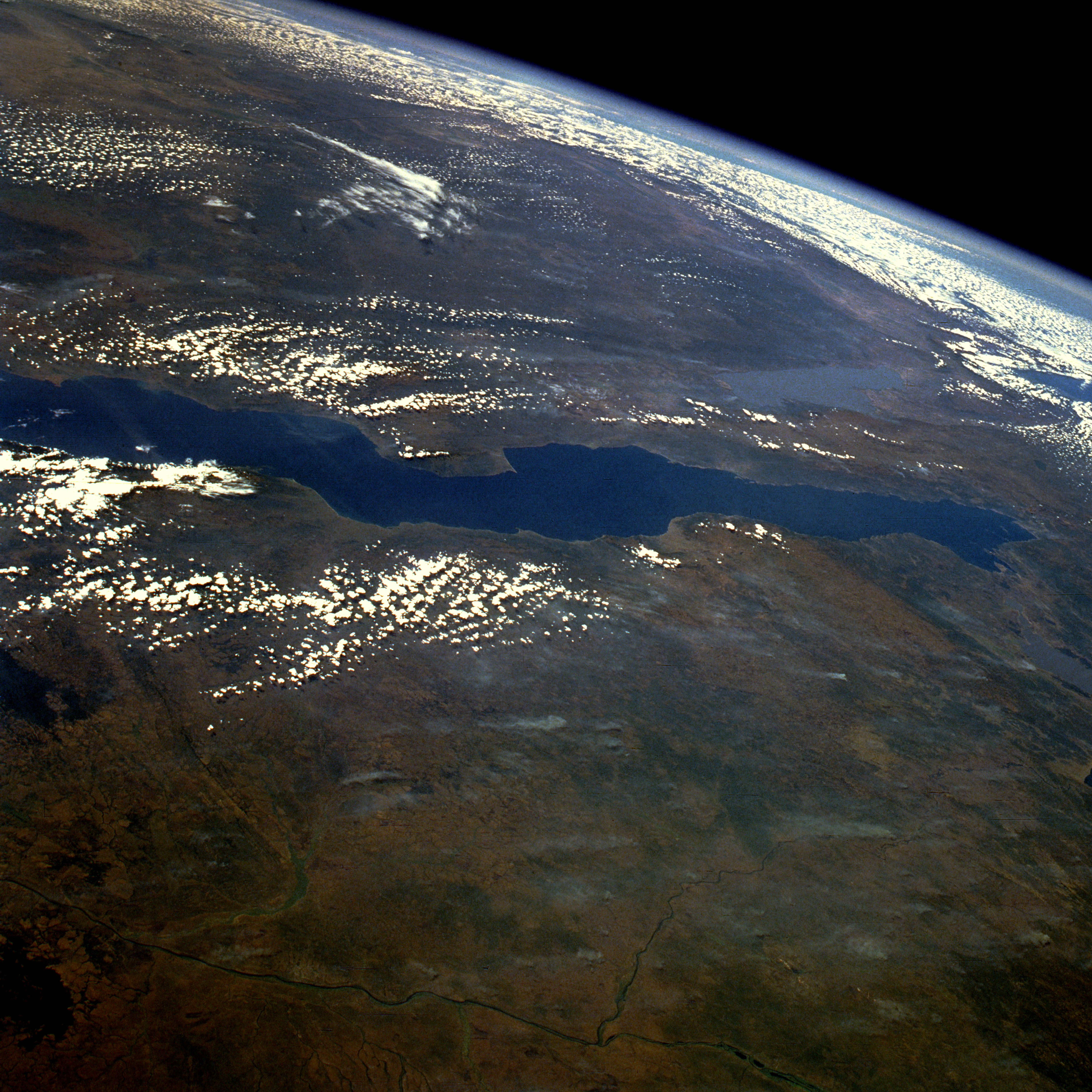
Озеро Танганьїка з космосу
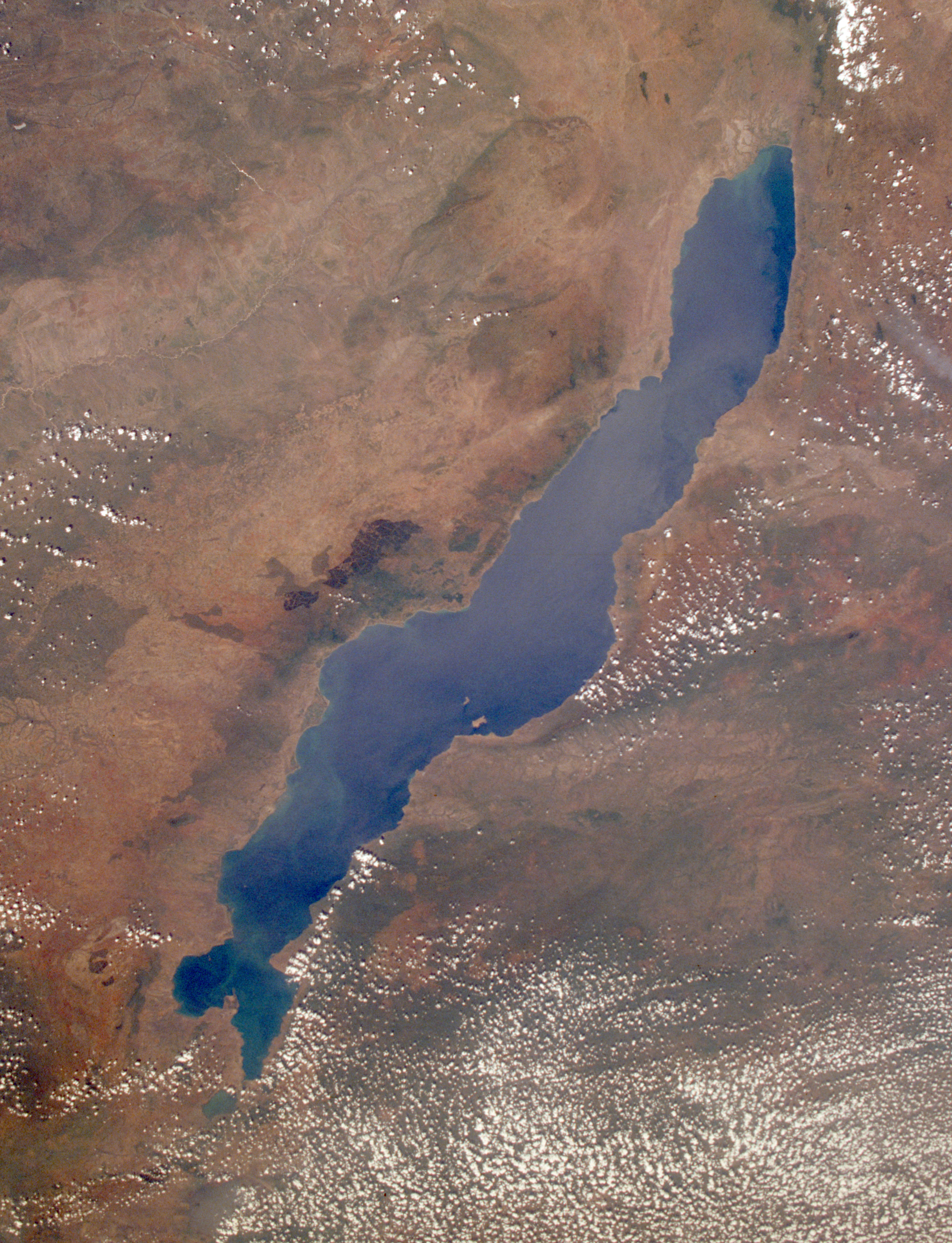
Озеро Ньяса з космосу
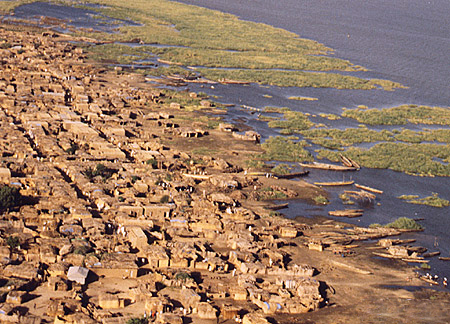
Південні береги озера Чад
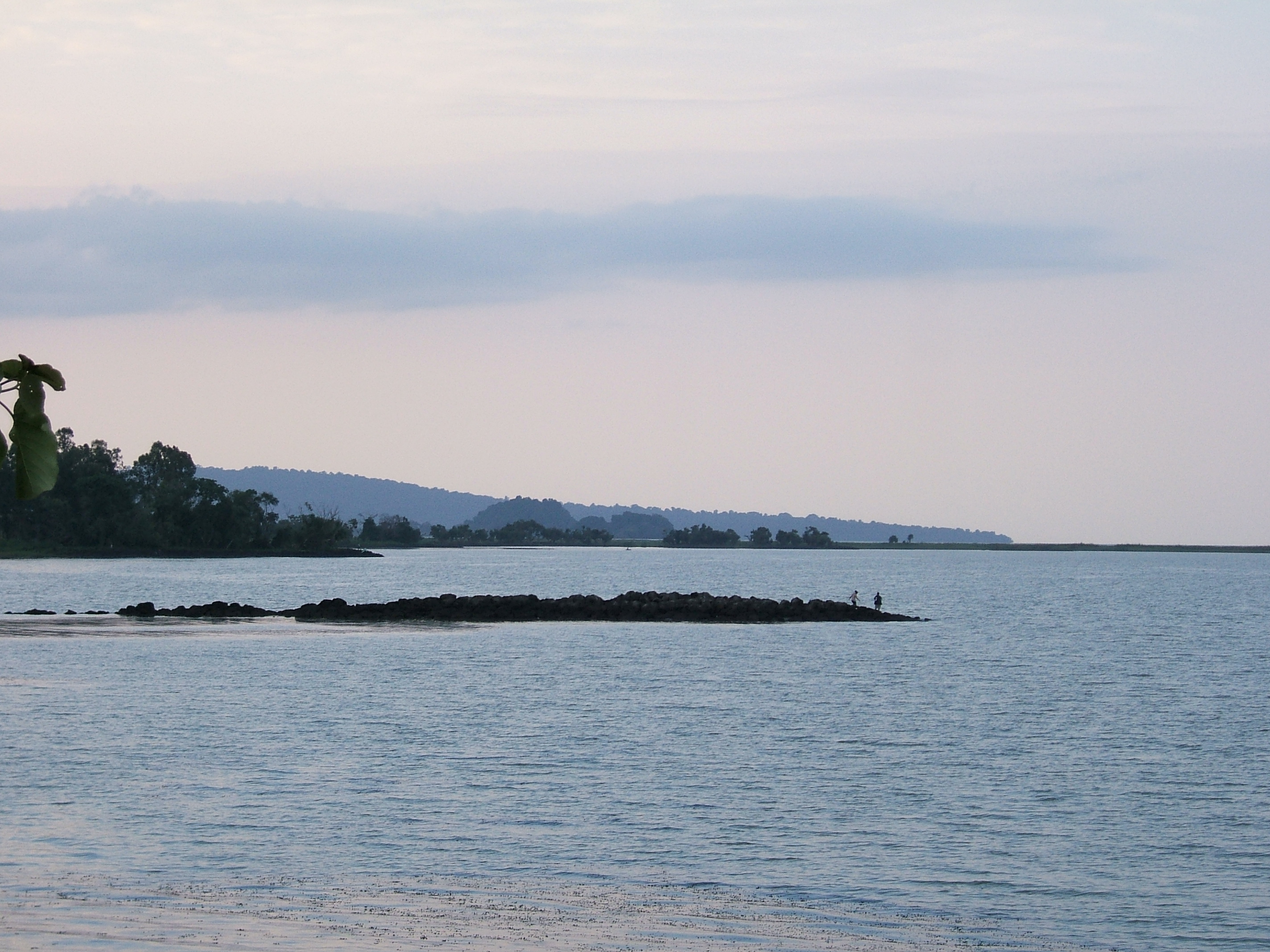
На берегах озера Тана
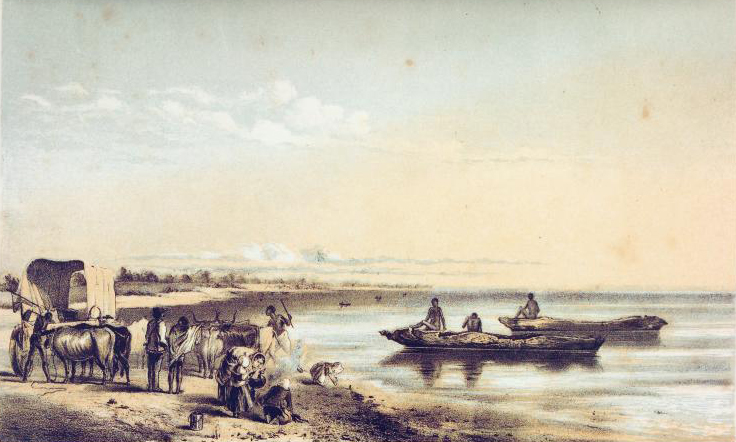
На озері Нгамі, 1857 рік

У посушливих районах Африки є багато безстічних, мілководних озер, що часто змінюють свої обриси — Чад, Нгамі, тимчасові солоні озера — «шотти» у міжгірних западинах та на південь від Атлаських гір (Алжирська Сахара). Вони наповнюються водою тільки на короткий час після випадкових дощів; більшу частину року ці западини представляють собою безкраї солончаки вкриті соляними кірками сульфатів і хлоридів. Здебільшого вони реліктові, це залишки давніх великих водойм, що мають невелику глибину й змінну від сезону площу водного дзеркала. Шотти атлаських міжгірних западин у недавньому геологічному минулому дренувала річка Шеліф, що несе свої води до Середземного моря.
Чад є найбільшим безстічним залишковим (реліктовим) озером континенту (до 27 тис. км²) в самісінькому його центрі — «блакитне серце Африки». Під час посухи воно перетворюється на безліч дрібних озер, водна гладь залишається лише в крайній південно-східній частині. У період дощів його площа може збільшуватись вдвічі. У часи останнього флювіального періоду, коли Сахару вкривали савани, воно за розмірами могло змагатись із Каспійським морем. Стічний басейн озера Чад дорівнює майже 1 млн км². Вода цього мілководного озера (до 7 м) слабкосолона, засоленню ж перешкоджає підземний стік у западину Боделе. Береги його заболочені, з півночі постійно засипаються піщаними дюнами, що їх рухають північно-східні пасати з Сахари. Подібно до Чаду в Центральній Африці на півдні в западині Окаванго присутні залишки колись значного безстічного озера — солончаки Нгамі (1,5 тис. км²) та Макарікарі (Макгадікгаді), що заповнюються водою лише під час сезону дощів.

### Водосховища
В умовах посушливого клімату надважливе значення має іригація сільськогосподарських угідь. У долинах Нілу й Нігеру його історія нараховує тисячі років. З середини XX століття активно будуються сучасні гідротехнічні споруди: греблі на річках (Асуанська та інші), зрошувальні системи, що використовують як річкові так і підземні води (Єгипет). Тільки до 1975 року було споруджено більше тисячі водосховищ загальним об'ємом 1 тис. км³ (20 % світових об'ємів), з яких 10 % припало на 100 найбільших. Греблі на річках споруджують здебільшого для отримання дешевої електроенергії, але вони також грають вирішальну роль при запобіганні повідей, водопостачанні, риборозведенні. Запаси гідроенергії на африканських річках поступаються лише азійським, найбільші з яких Конго (390 ГВт) і Замбезі (137 ГВт). Найбільше за площею водосховище континенту — Вольта (8480 км²), споруджене в Гані, у місці злиття Чорної і Білої Вольт. Найбільші за об'ємом води водосховища контининету — Кариба (160 км³) на Замбезі, на кордоні Замбії та Зімбабве; Насер (157 км³) на Нілі, на кордоні Єгипту і Судану.

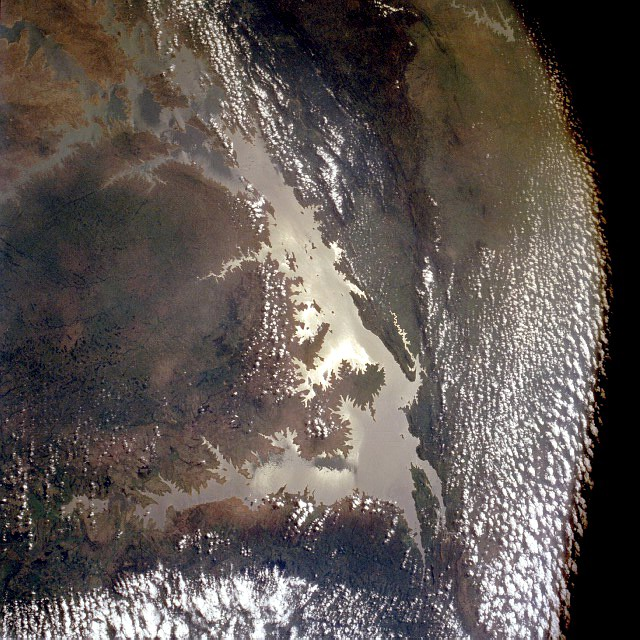
Водосховище Вольта з космосу
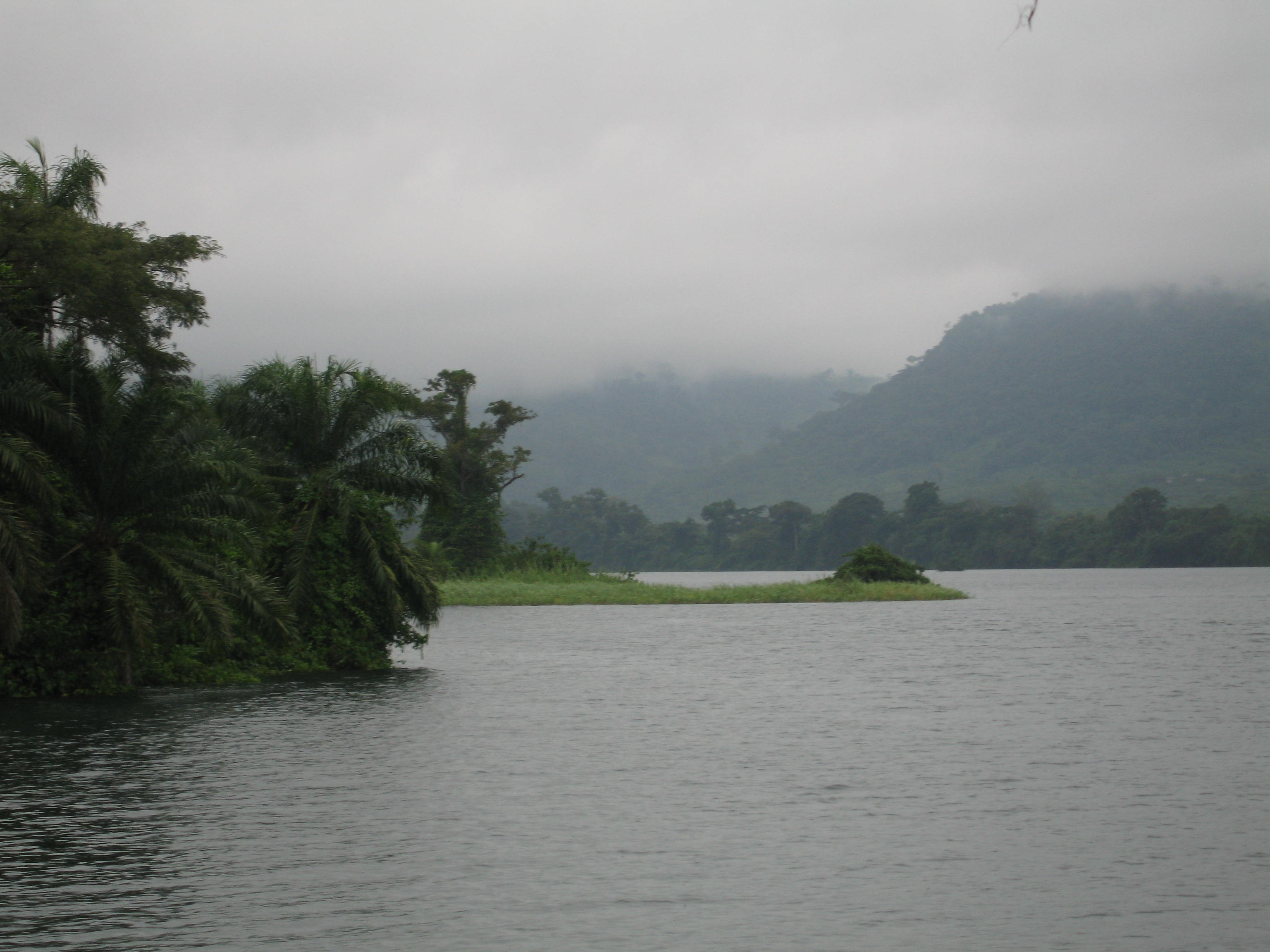
На берегах Вольти
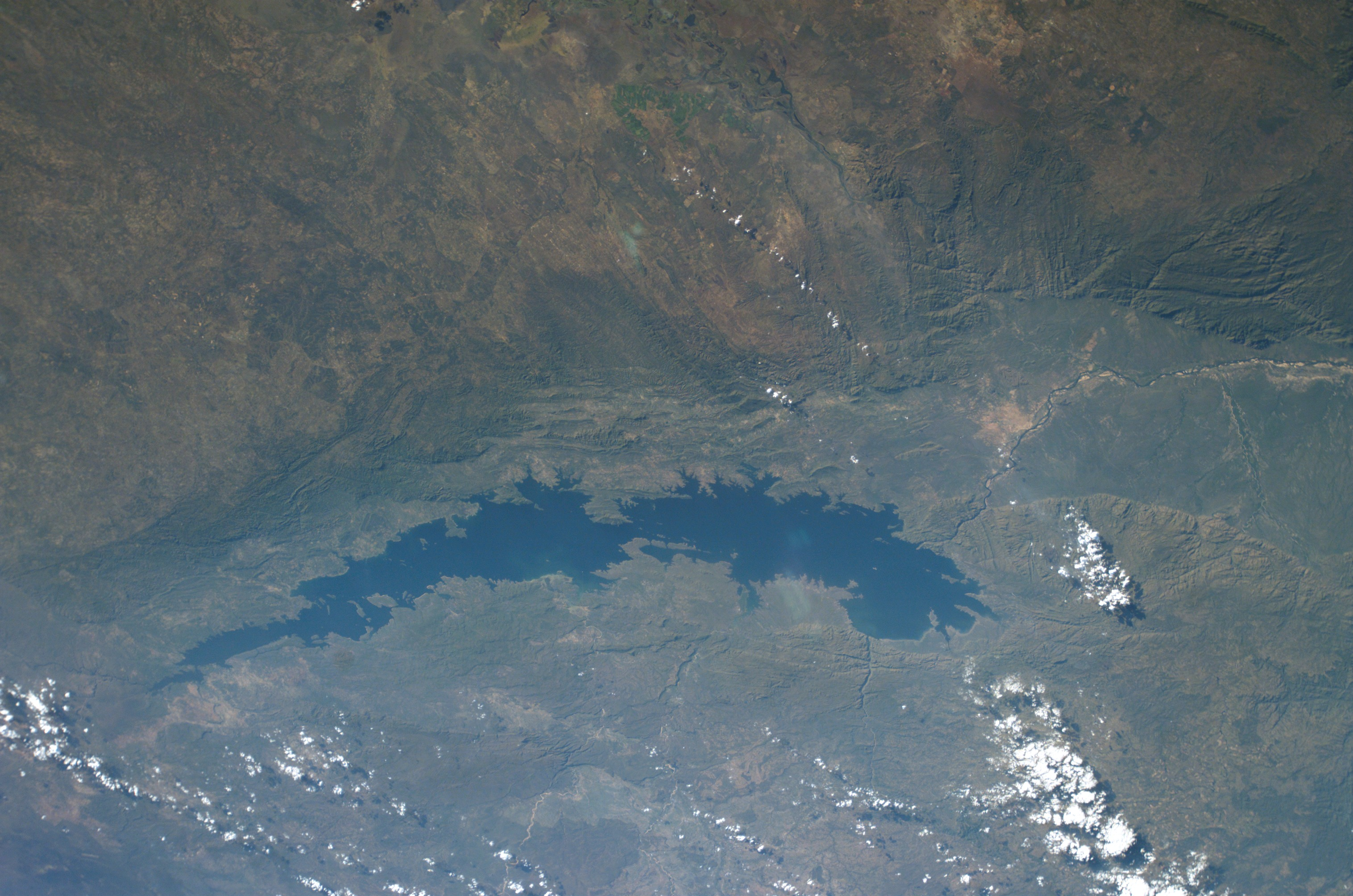
Водосховище Кариба з космосу
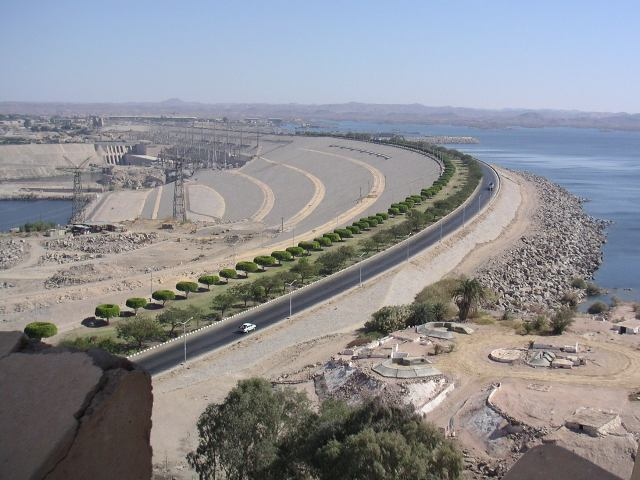
Верхня Асуанська гребля на Нілі
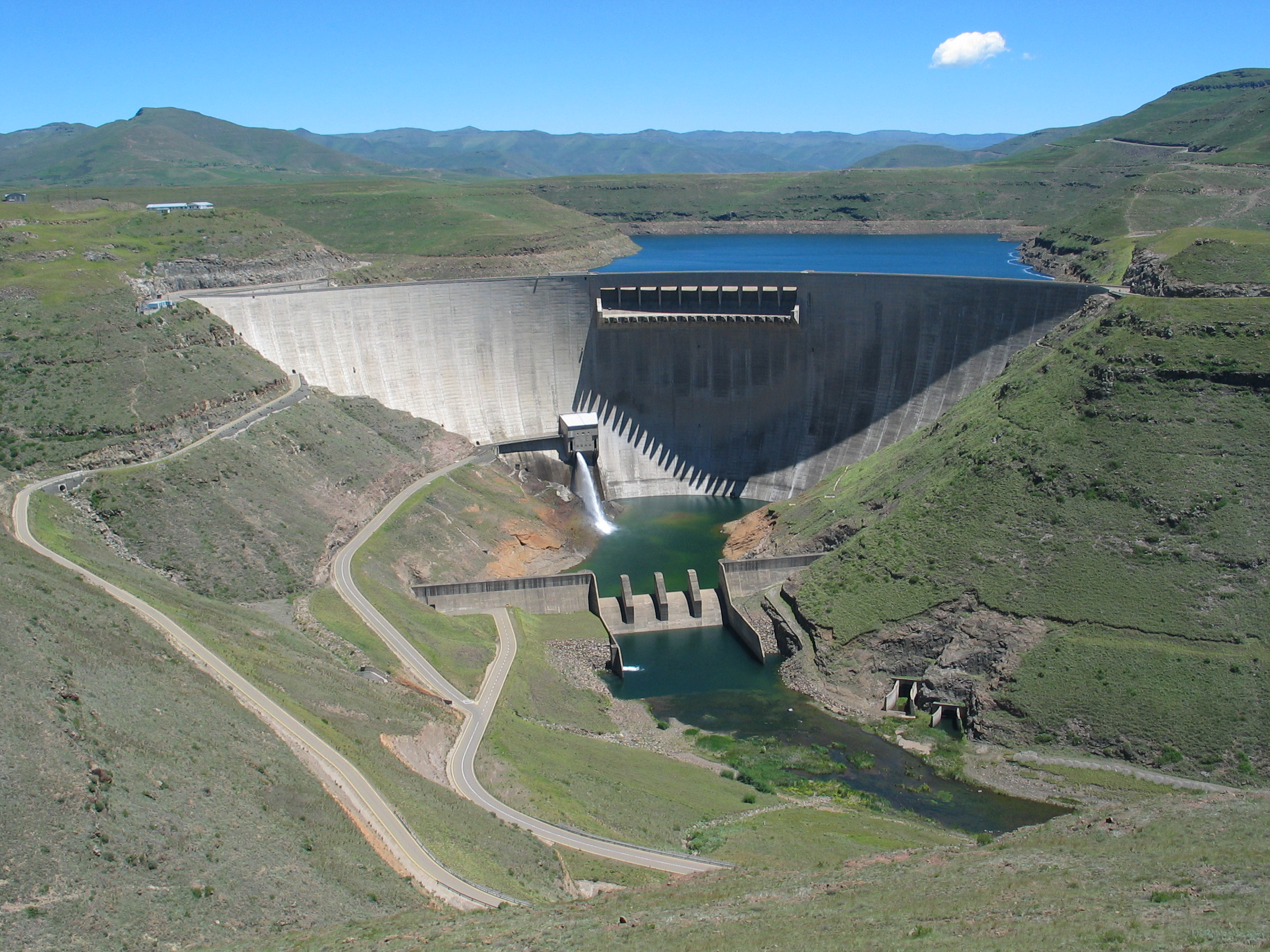
Іригаційна гребля Катсе в Лесото

## Болота
У районах достатнього та надмірного зволоження континент рясніє постійними та сезонними тропічними болотами та заболоченими заплавами річок. Це зумовлене рівнинним характером рельєфу, великою кількістю місць виходу кристалічних порід близько до поверхні, що слугують природними греблями і загатами, та піднятий характер крайових частин материка. Серед найбільших боліт Африки: Судд у середній течії Нілу, Томбукту, або Внутрішня дельта Нігеру в його середній течії, Логоне і Хадеджа-Джамара в басейні озера Чад, морські дельти Сенегалу і Нігеру, болота в басейні Джубби і Вебі-Шебелле, рівнини Баротсе у верхній течії Замбії, дельта Окаванго в пустелі Калахарі, береги численних озер Східноафриканського нагір'я загальною площею більше 340 тис. км².

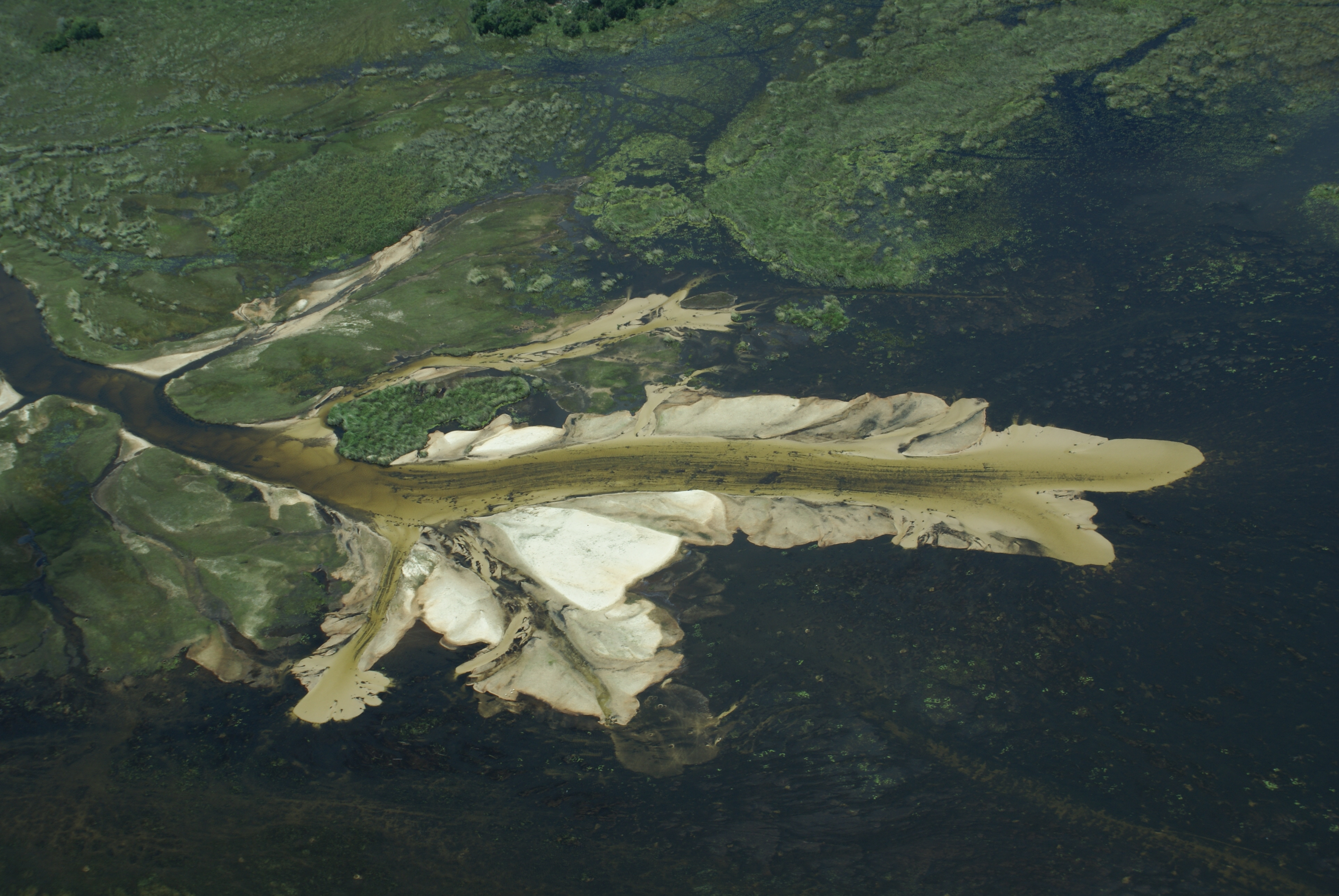
Дельта Окаванго
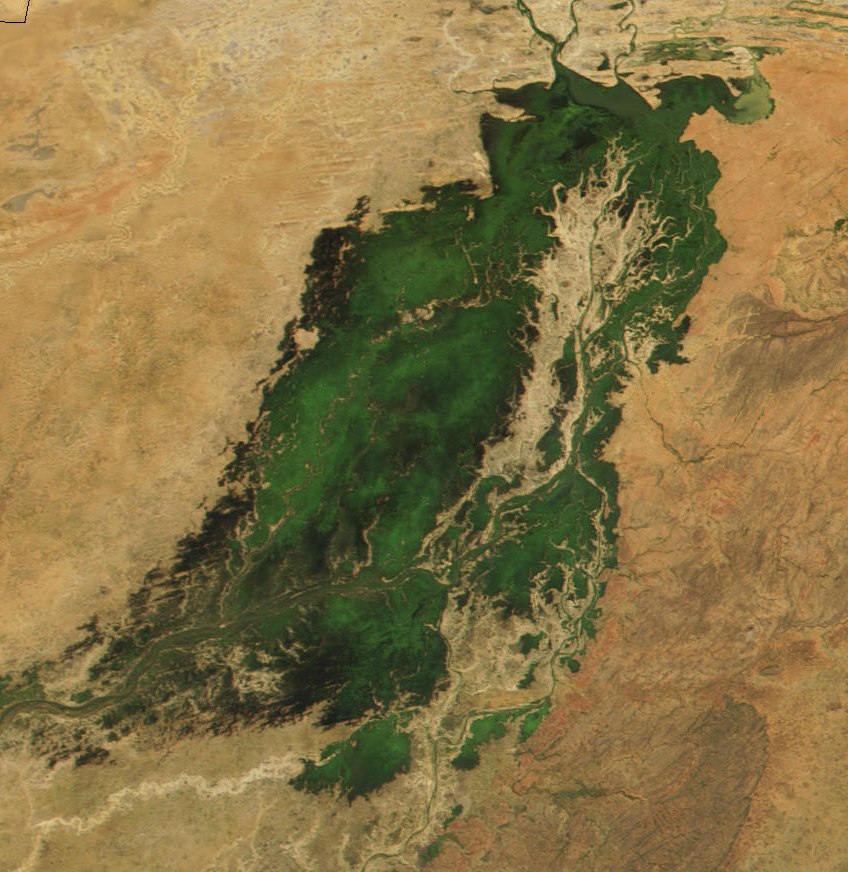
Внутрішня дельта Нігеру
На болоті Судд

## Підземні води
Ресурси підземної прісної води (1465 км³) формуються за рахунок інфільтрації атмосферних опадів і дорівнюють підземному стоку в річки. Найбільші райони таких зон активного водообміну зосереджені в екваторіальній частині, Атлаських і Капських горах, на острові Мадагаскар. Значні об'єми підземних вод горизонтів ускладненого водообміну зосереджені, окрім перелічених вище, також в центральній та східній частинах найбільшої пустелі — Сахарі. В аридних районах особливе значення мають підземні води, які утворюють великі артезіанські басейни. Найбільші з яких зосереджені під безкраїми просторами Сахари (Великий і Східний) і рівнинами Судану, вони залягають на глибинах від 20 до 2000 м.

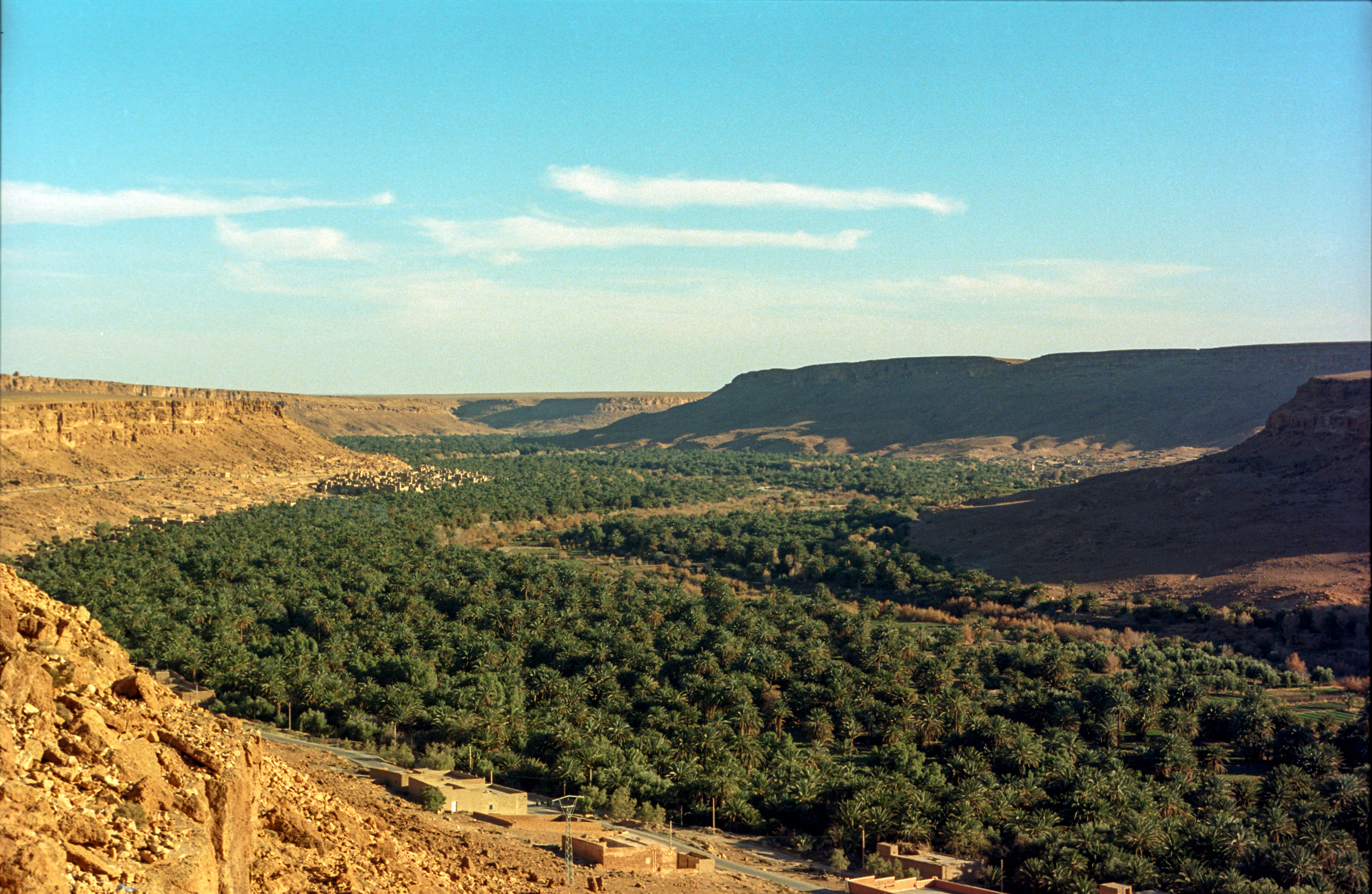
Оаза в сухій долині річки Зіз, що губиться в пісках, Марокко
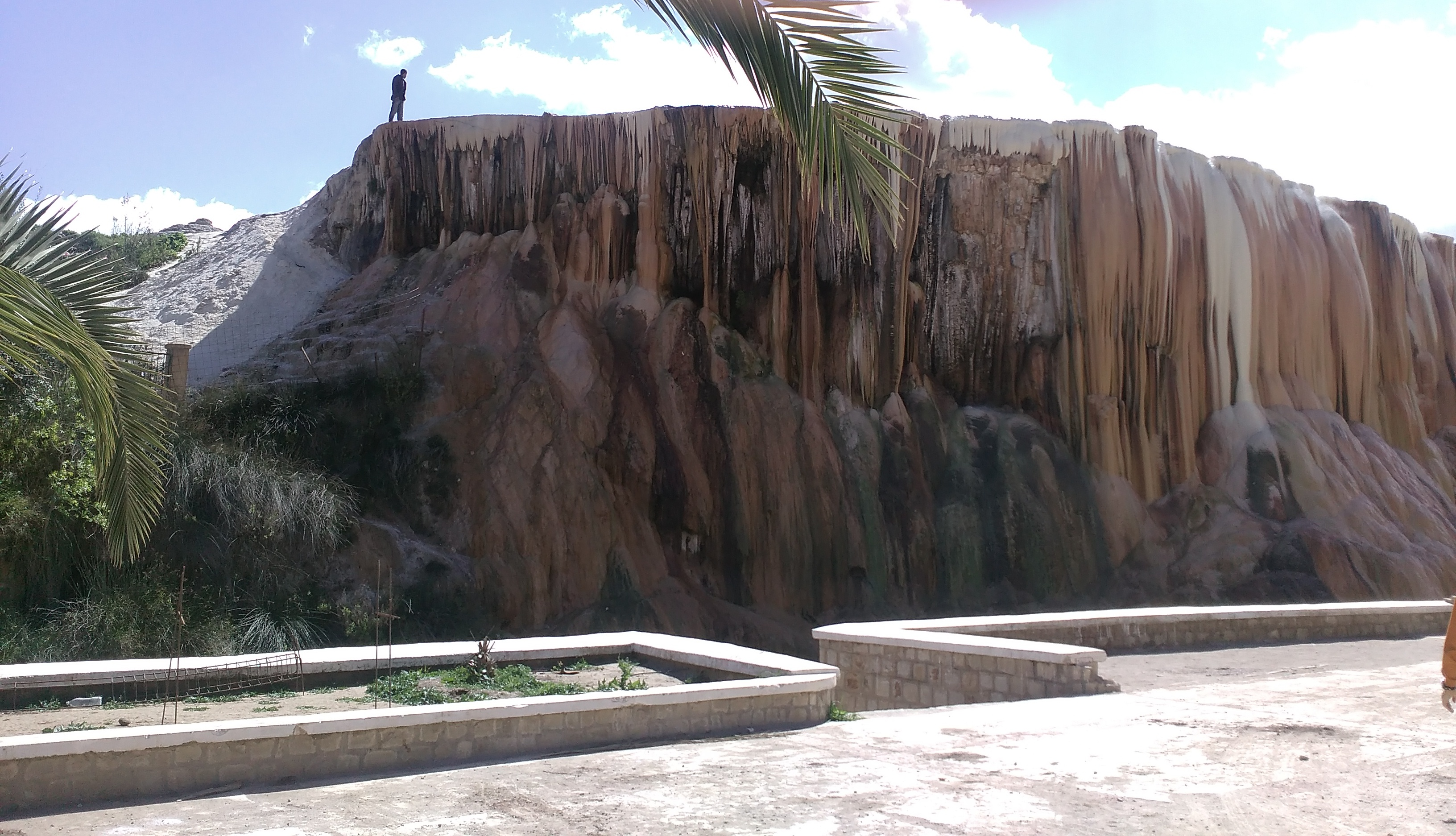
Термальні джерела Хаммам-Шеллала, Алжир
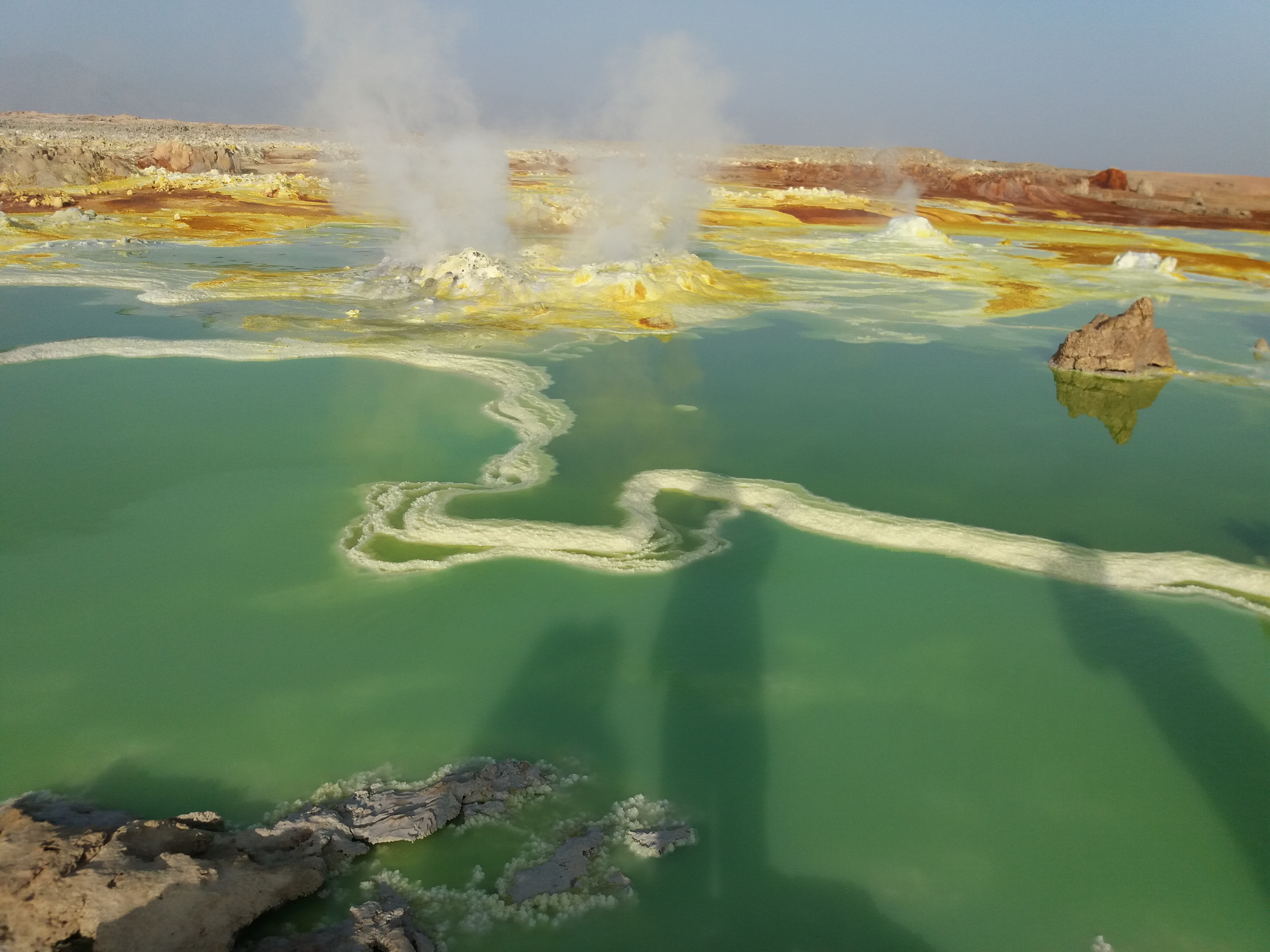
Гейзери поблизу вулкана Даллол, Ефіопія
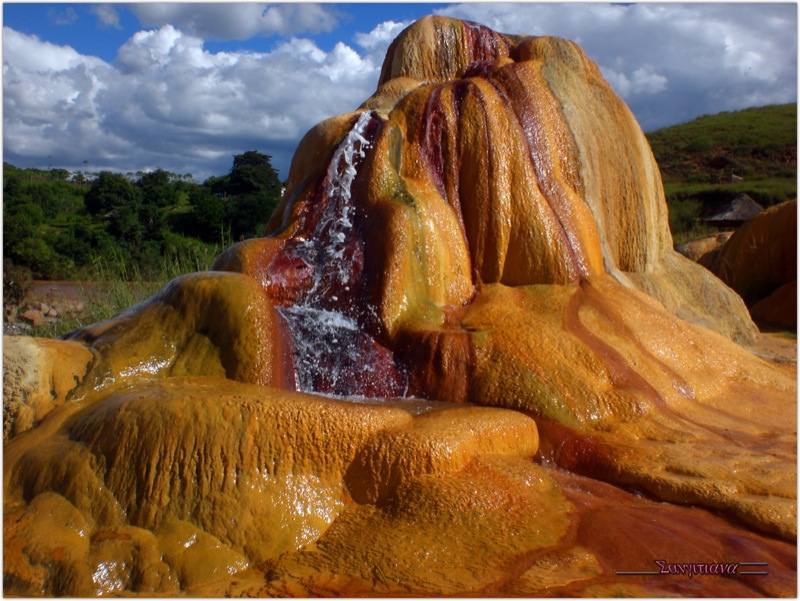
Гейзер Аналаворі, гарячі джерела поблизу Ітазі, Мадагаскар

## Льодовий покрив
У сучасну геологічну епоху (голоцен) льодовий покрив на континенті присутній у фрагментарному вигляді на верхів'ях найбільших вершин у приекваторіальній частині. Відомі з XIX століття й оспівані мандрівниками та письменниками льодові й снігові шапки гір Рувензорі, стратовулканів Кіліманджаро і Кенії інтенсивно тануть і зменшуються в розмірах. На середину XX століття площа льодовиків на континенті сягала 50 км². Так на масиві Кіліманджаро були присутні круті висячі льодовики на Кібо та невеликі фірнові шапки на Мавензі. Снігова лінія проходила на висоті 5650 м на північно-східних схилах, відкритих дії сухих пасатів, а на південно-західних більш зволожених вона спускалась до 4550 м. На масиві Кенія існувало 19 невеликих льодовиків (найбільший 4,5 км завдовжки), що спускались до висоти 4400 м. По вузьким долинах на схилах Рувензорі спускалась значна кількість невеликих висячих льодовиків, що спускались до висот 4300 (на Семпері) та 4100 м (на Мобуку). Присутні також каррові, у відповідних заглибленнях.

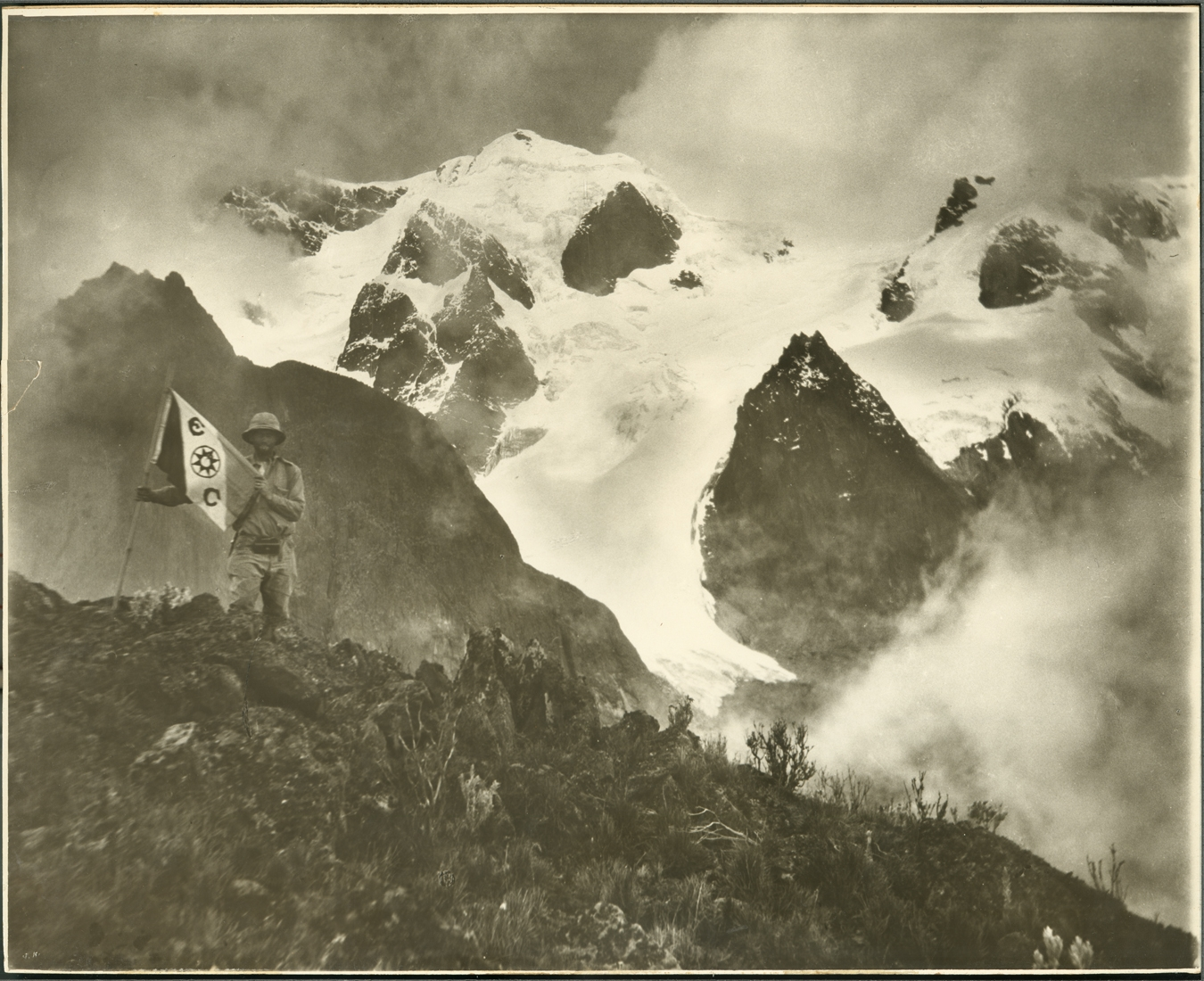
Орнітолог Джеймс П. Чапін у горах Рувензорі, 1925 рік
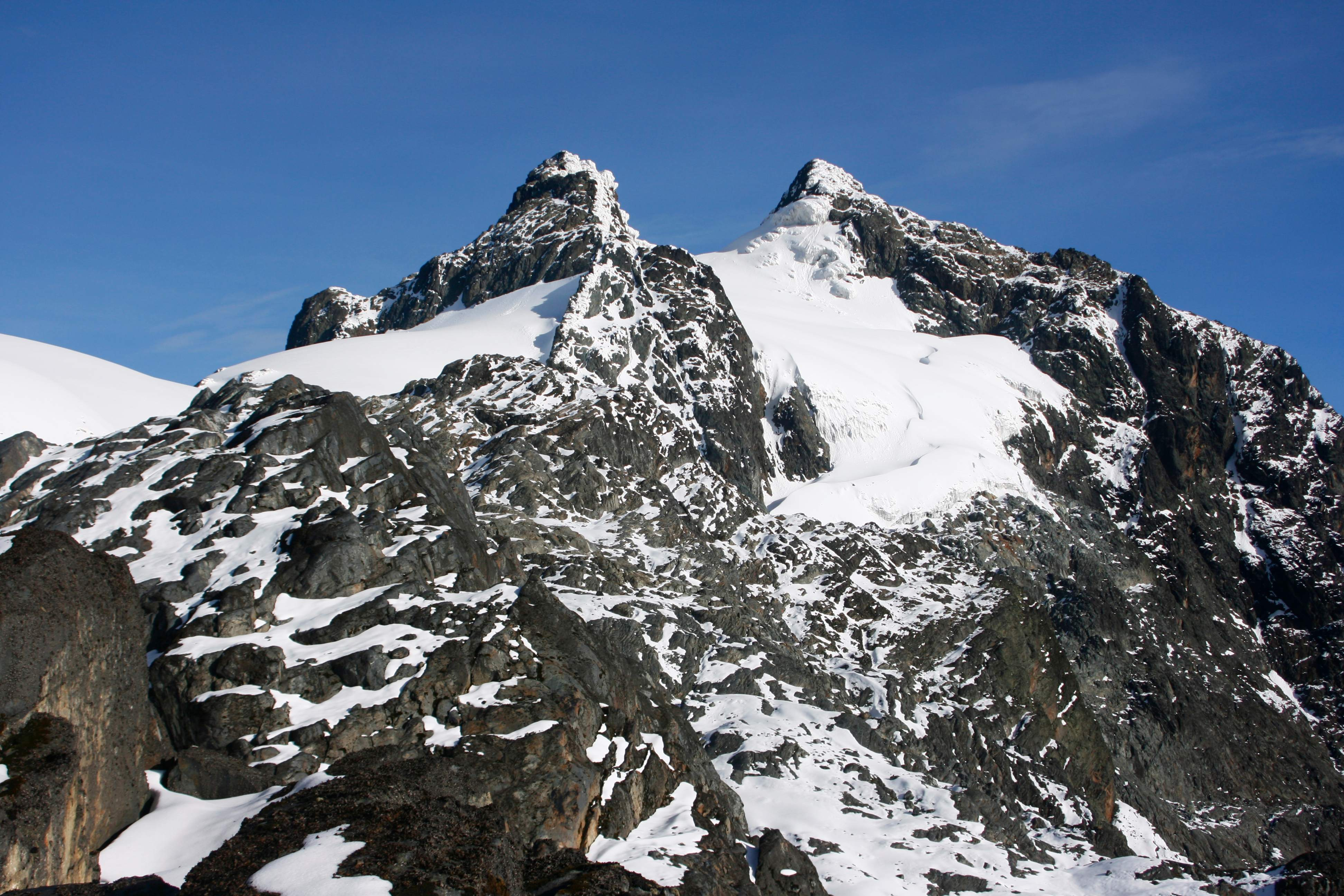
Льодовики на схилах Рувензорі, 2008 рік
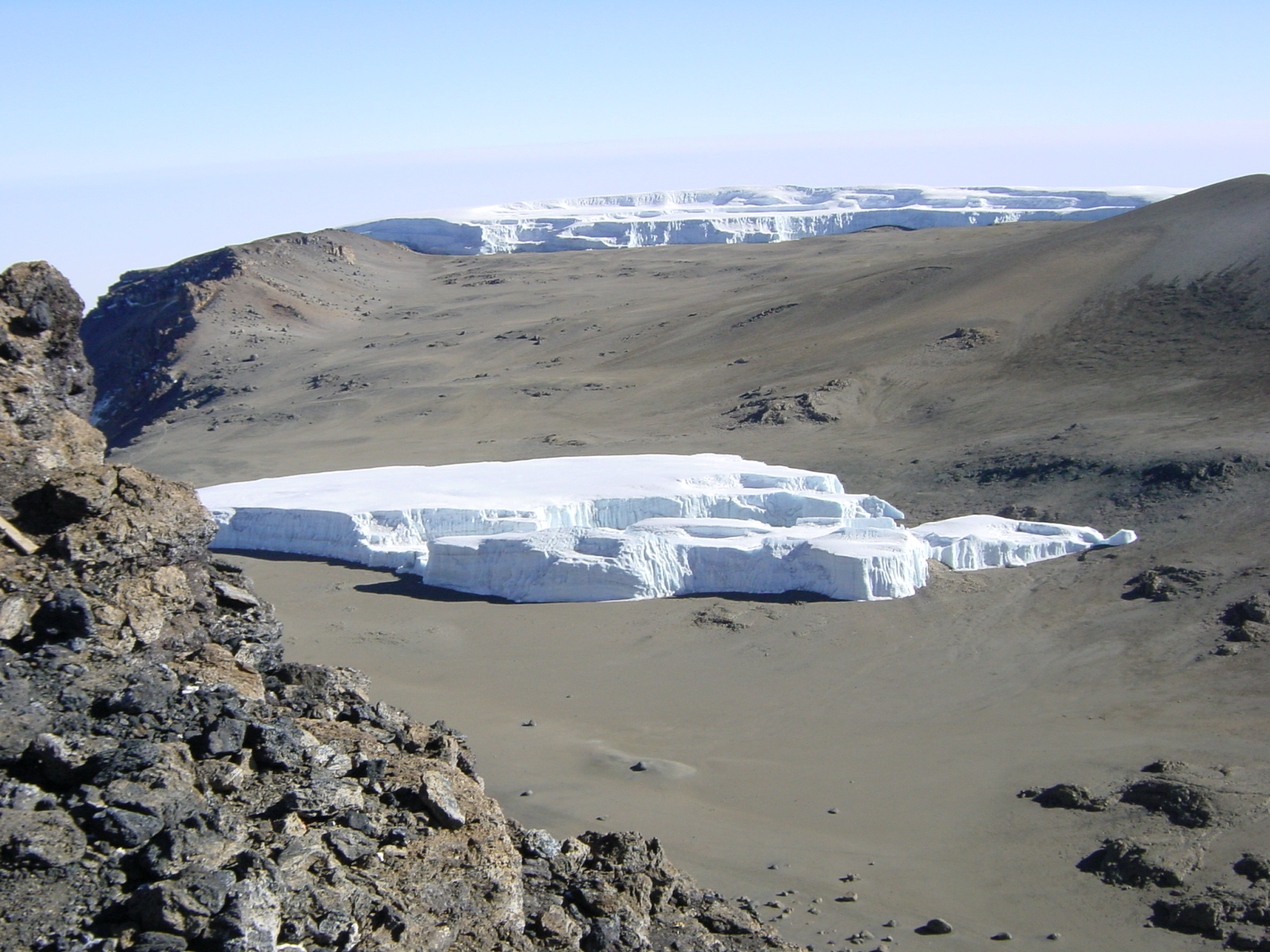
Залишки льодової шапки на вершині Кіліманджаро, 2005 рік
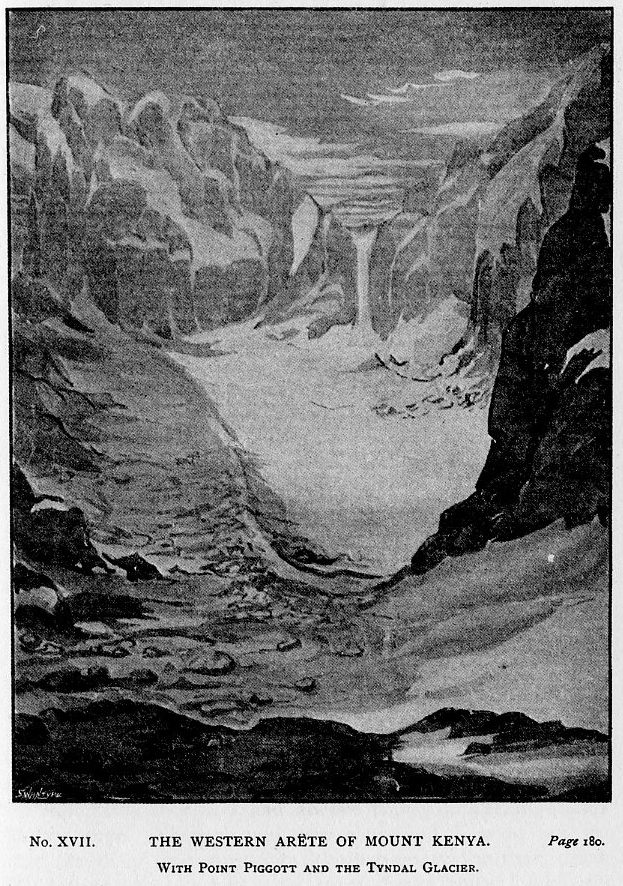
Льодовик Тіндаля на західних схилах гори Кенія, 1892 рік
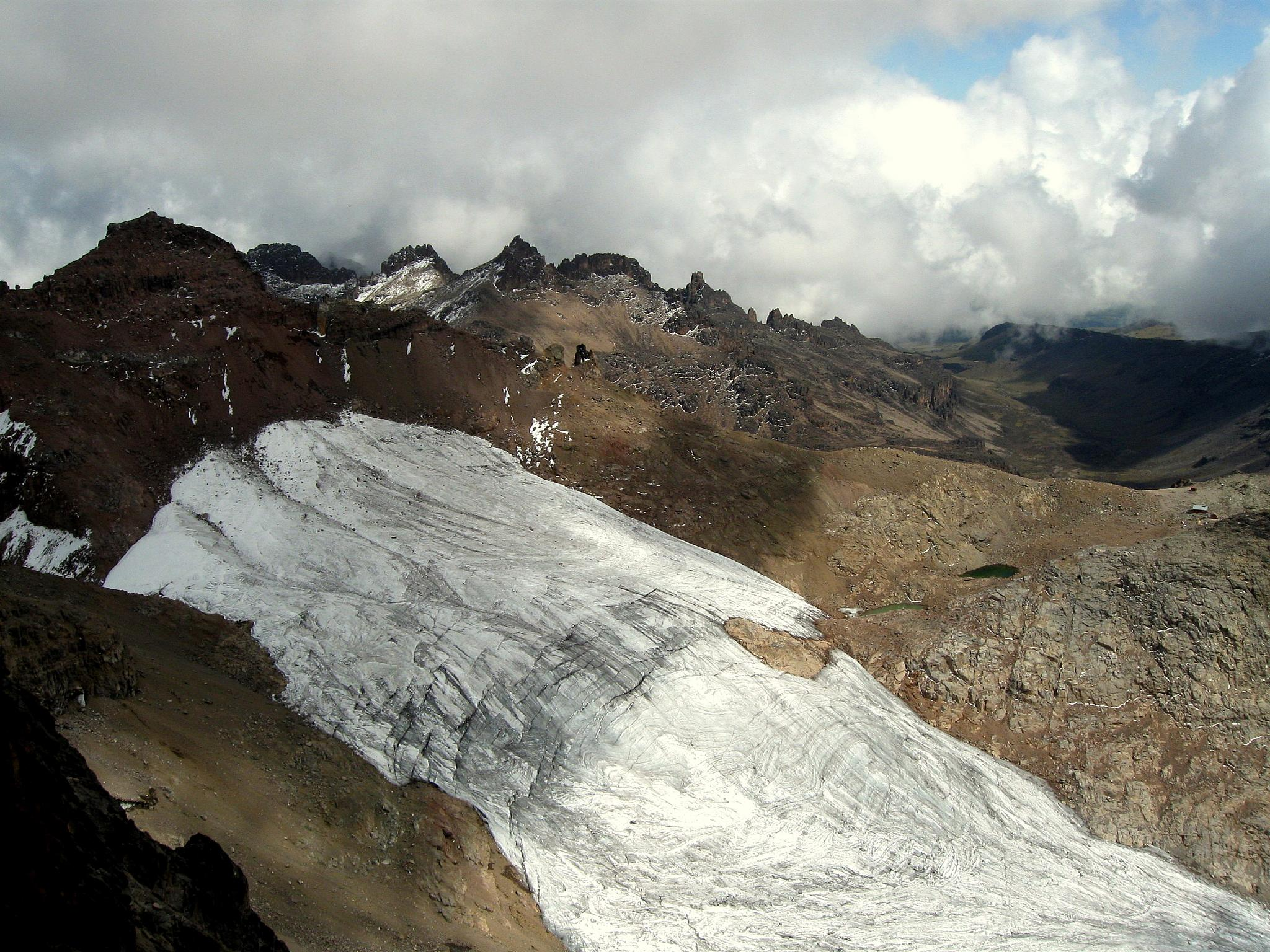
Льодовик на горі Кенія, 2008 рік

У плейстоцені льодовики спускались значно нижче, на Кіліманджаро нижня межа льодового покриву сягала висоти 1500 м, Кенії — 4200 м. За розрахунками дослідників постійні сніги на вершинах замінять сезонні вже до середини XXI століття.